# São Paulo

Gliederung

São Paulo [ˈsɐ̃w ˈpawlu] ⓘ (port. für Sankt Paulus) ist die Hauptstadt des gleichnamigen Bundesstaates und größte Stadt Brasiliens. Die Stadt ist das wichtigste Wirtschafts-, Finanz- und Kulturzentrum des Landes sowie ein wichtiger Verkehrsknotenpunkt. Im administrativen Stadtgebiet von São Paulo leben laut dem letzten Zensus von 2022 11,452 Millionen Menschen.
São Paulo ist zudem der größte industrielle Ballungsraum in Lateinamerika und bildet mit Nachbarstädten eine der größten Metropolregionen der Erde und nach Jakarta die zweitgrößte der Südhalbkugel.
Die Stadt ist durch zahlreiche Einwanderer aus der gesamten Welt multikulturell geprägt mit wesentlichen portugiesischen, italienischen, deutschen, libanesischen und japanischen sowie afrobrasilianischen Einflüssen. Die Einwohner der Stadt São Paulo heißen „Paulistanos“, während mit „Paulistas“ eigentlich die Einwohner des Bundesstaats gemeint sind. Man verwendet diesen Begriff auch häufig verallgemeinernd für die Bewohner der Metropole.

## Geographie

### Geographische Lage

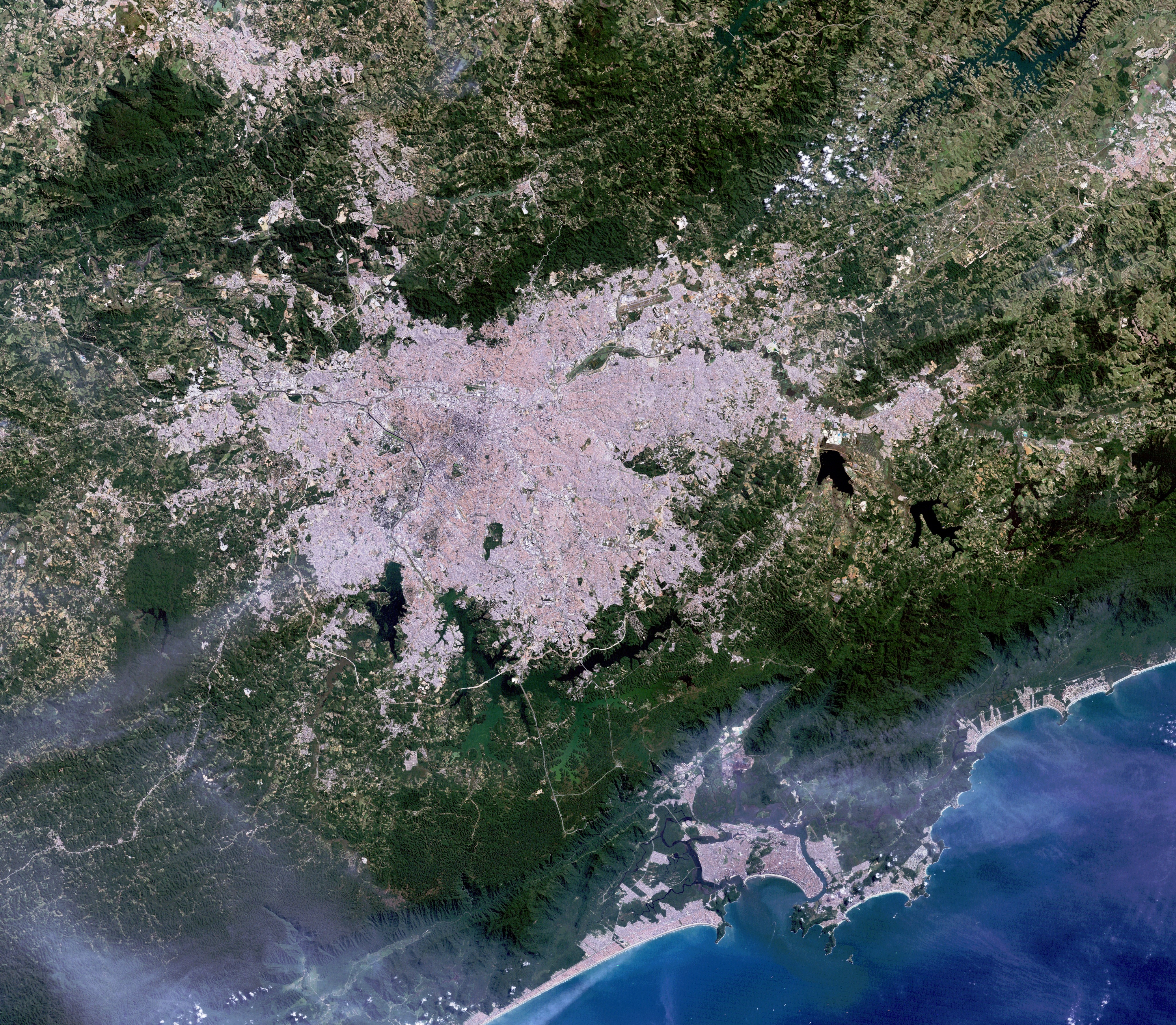
Landsat-Aufnahme von São Paulo

Die Stadt liegt im Südosten Brasiliens 80 Kilometer vom Atlantischen Ozean entfernt im Hochbecken der Flüsse Rio Tietê und Rio Pinheiros, durchschnittlich 795 Meter über dem Meeresspiegel. Das Stadtgebiet hat eine Fläche von 1523 Quadratkilometern und erstreckt sich ungefähr 60 Kilometer in Nord-Süd-Richtung und 80 Kilometer in Ost-West-Richtung.
Die Metropolregion Grande São Paulo umfasst außer der Stadt São Paulo als Kernzone 38 weitere Städte mit einer Gesamtfläche von 7947 Quadratkilometern. Das überbaute Stadtgebiet der Region mit einer Fläche von 2209 Quadratkilometern nahm von 1962 bis 2002 um 874 Quadratkilometer zu.
Zwanzig Kilometer hinter der Hafenstadt Santos steigt die im Brasilianischen Bergland gelegene Serra do Mar schnell bis auf durchschnittlich 1200 Meter an und fällt dann auf die Hochebene von São Paulo ab. Santos und São Paulo verbindet ein natürlicher Pass über die Serra do Mar. Die Hochebene von São Paulo ist aber nicht flach, sondern ein Hügelland, so dass sich auch die Stadt São Paulo über zahlreiche Hügel erstreckt.
Nur etwa die Hälfte des Wassers im Rio Tietê ist natürlichen Ursprungs, und auch die für die städtische Wasserversorgung wichtigen Stauseen im Süden São Paulos sind durch die Einleitung nicht geklärter Abwässer ungeplanter Wohnsiedlungen und Favelas kaum noch für die Gewinnung von Trinkwasser nutzbar. Die Folgen sind Geruchsbelästigung der Bevölkerung, Eutrophierung und ein unzumutbarer Geschmack des Leitungswassers sowie hohe Kosten für das Erreichen von Trinkwasserqualität.

### Geologie

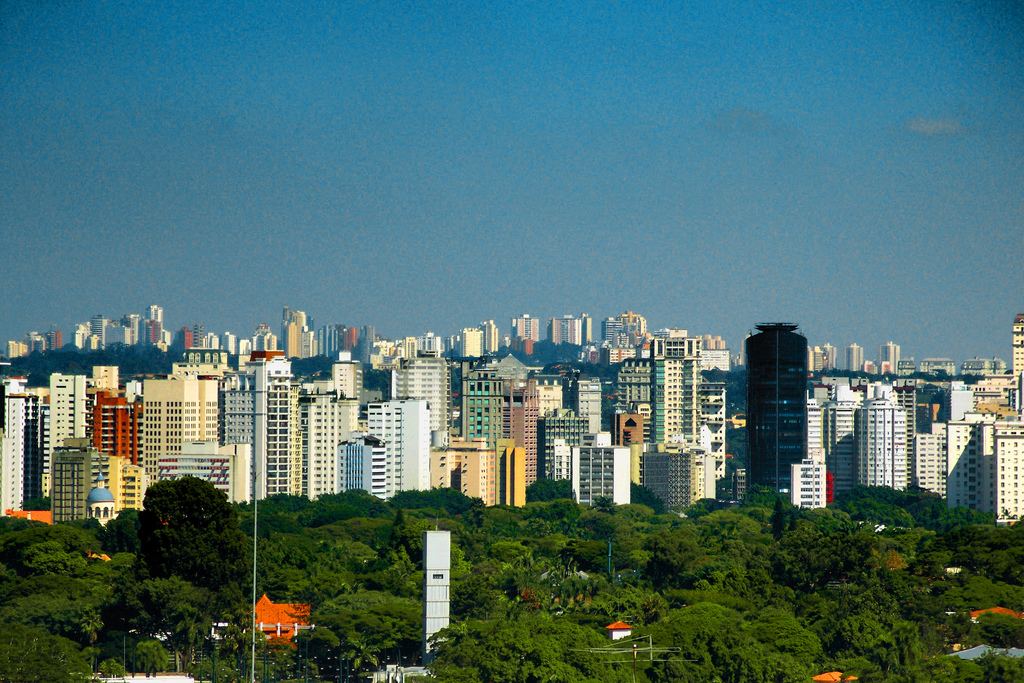
Jardim Paulistano

Das östliche Bergland, in dem die Stadt São Paulo liegt, erstreckt sich vom nördlichen Bahia über die Bundesstaaten Minas Gerais, Espírito Santo und São Paulo bis in den Südteil des Bundesstaates Paraná. Die großen Höhenunterschiede und der engräumige Wechsel von hochaufragenden Gebirgsschollen und tiefeingesenkten Tälern und Becken bringen eine große Vielfalt hervor. Im Allgemeinen treten die Gesteine der alten Brasilianischen Masse an die Oberfläche, also kristalline Schiefer, saure und basische Plutonite sowie Quarzite.
Im Landesinneren flacht sich die alte Rumpffläche ab, und die auflagernden Schichten haben sich erhalten können. Unter ihnen sind die permokarbonischen Konglomerate im Süden, die die als Tillite bezeichneten verfestigten Moränenablagerungen enthalten. In altpaläozoischen Gesteinsserien finden sich die für die Landesgeschichte so bedeutsamen Gold- und Diamantenlager. Landschaftlich treten vor allem durch ihre Schichtstufen devone Sandsteine im südlichen Teil und kreidezeitliche Sandsteine im nördlichen Teil hervor. Die nach Osten gerichteten Steilabfälle dieser Schichtstufen begrenzen vielfach das östliche Bergland.

### Stadtgliederung

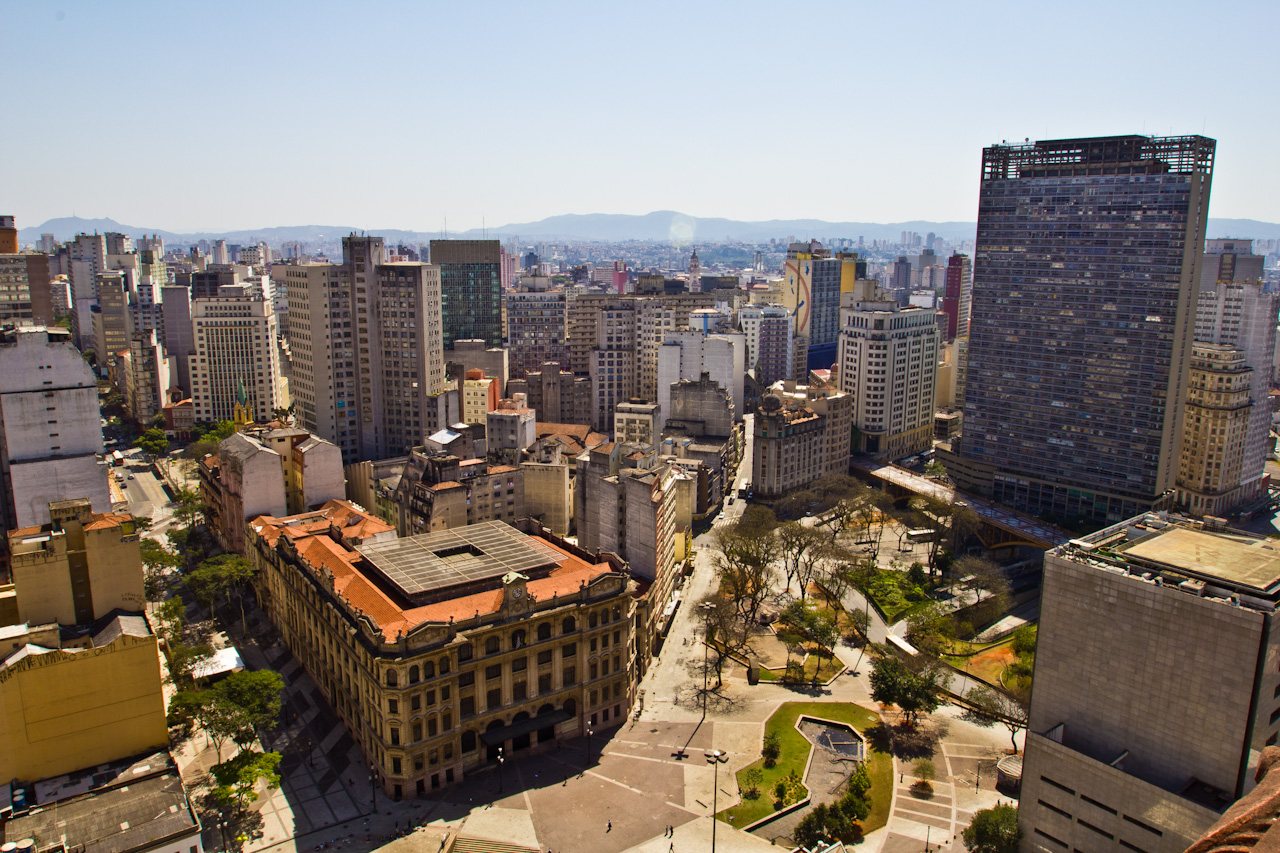
Anhangabaú

São Paulo gliedert sich nach den Himmelsrichtungen in 9 Verwaltungszonen (zonas): Nordost, Nordwest, West, Zentrum-Süd, Zentrum, Südosten, Süd, Ost 01 und Ost 02. Sie werden in 32 Unterpräfekturen (subprefeituras) bzw. insgesamt in 96 Distrikte (distritos) gegliedert; letztere werden in Stadtviertel (bairros) unterteilt.
Die Unterpräfekturen der Stadt sind:
Aricanduva/Vila Formosa, Butantã, Campo Limpo, Capela do Socorro, Casa Verde, Cidade Ademar, Cidade Tiradentes, Ermelino Matarazzo, Freguesia do Ó, Guaianazes, Ipiranga, Itaim Paulista, Itaquera, Jabaquara, Jaçanã/Tremembé, Lapa, M’Boi Mirim, Mooca, Parelheiros, Penha, Perus, Pinheiros, Pirituba/Jaraguá, Santana/Tucuruvi, Santo Amaro, São Mateus, São Miguel Paulista, Sé, Vila Maria/Vila Guilherme, Vila Mariana und Vila Prudente.

### Klima
São Paulo befindet sich in der subtropischen Klimazone. Die Temperaturen erreichen im Sommer Werte von 25 bis 28 Grad Celsius mit Spitzenwerten von über 30 Grad Celsius, während sie im Winter selten unter 10 Grad Celsius sinken. Frost tritt auch im Winter fast nie auf. Die höchste Temperatur wurde offiziell am 15. November 1985 mit 35,3 Grad Celsius gemessen, die tiefste am 2. August 1955 mit −2,1 Grad Celsius (beide an der nationalen Wetterstation „Mirante de Santana“ in der Nordregion). In den umliegenden Bergen (Horto Florestal) sank das Thermometer am 2. August 1955 auf −3,9 Grad Celsius (Messung inoffiziell).
Über Schneefall wird in der Geschichte der Stadt nur vom 25. Juni 1918 berichtet. Niederschlag ist besonders in den wärmeren Monaten reichlich vorhanden, aber selten zwischen Juni und August. Weder São Paulo noch die nahe gelegene Küste sind je durch einen tropischen Wirbelsturm heimgesucht worden, auch Tornados sind selten. Der Wintermonat August war in den ersten Jahren des 21. Jahrhunderts meist trocken und vergleichsweise warm. Die Temperaturen stiegen bis auf 24 Grad Celsius. Dieses Phänomen wird auf Portugiesisch „Veranico“ genannt („kleiner Sommer“).
Die Jahresdurchschnittstemperatur beträgt in São Paulo 18,5 Grad Celsius, die jährliche Niederschlagsmenge 1455 Millimeter im Mittel. Die wärmsten Monate sind Januar und Februar mit durchschnittlich 21,0 bis 21,3 Grad Celsius, der kälteste Monat ist der Juli mit 14,7 Grad Celsius im Mittel. Der meiste Niederschlag fällt in den Monaten Januar und Februar mit 201 bis 239 Millimetern im Durchschnitt, der wenigste im Juli und August mit 39 bis 44 Millimetern im Mittel.
|                       | Jan   | Feb   | Mär   | Apr  | Mai  | Jun  | Jul  | Aug  | Sep  | Okt   | Nov   | Dez   |   |         |
| Mittl. Tagesmax. (°C) | 26,3  | 27,0  | 26,2  | 24,1 | 22,0 | 20,8 | 20,2 | 22,3 | 22,9 | 23,8  | 24,9  | 25,3  | ⌀ | 23,8    |
| Mittl. Tagesmin. (°C) | 16,7  | 17,8  | 16,2  | 14,3 | 12,8 | 10,4 | 9,7  | 11,8 | 13,9 | 14,3  | 15,6  | 16,7  | ⌀ | 14,2    |
|                       |       |       |       |      |      |      |      |      |      |       |       |       |   |         |
| Niederschlag (mm)     | 238,7 | 217,4 | 159,8 | 75,8 | 73,6 | 55,7 | 44,1 | 38,9 | 80,5 | 123,6 | 145,8 | 200,9 | Σ | 1.454,8 |
|                       |       |       |       |      |      |      |      |      |      |       |       |       |   |         |
| Sonnenstunden (h/d)   | 4,8   | 5,1   | 4,7   | 4,7  | 4,9  | 4,8  | 5,3  | 5,0  | 4,2  | 4,4   | 4,8   | 4,2   | ⌀ | 4,7     |
|                       |       |       |       |      |      |      |      |      |      |       |       |       |   |         |
| Regentage (d)         | 18    | 16    | 13    | 9    | 9    | 6    | 7    | 7    | 9    | 11    | 13    | 16    | Σ | 134     |
|                       |       |       |       |      |      |      |      |      |      |       |       |       |   |         |
| Luftfeuchtigkeit (%)  | 80    | 79    | 80    | 80   | 79   | 78   | 77   | 74   | 77   | 79    | 78    | 80    | ⌀ | 78,4    |

| 16,7 |

| 17,8 |

| 16,2 |

| 14,3 |

| 12,8 |

| 10,4 |

| 9,7 |

| 11,8 |

| 13,9 |

| 14,3 |

| 15,6 |

| 16,7 |

| 16,7 |

| 17,8 |

| 16,2 |

| 14,3 |

| 12,8 |

| 10,4 |

| 9,7 |

| 11,8 |

| 13,9 |

| 14,3 |

| 15,6 |

| 16,7 |

### Umweltprobleme

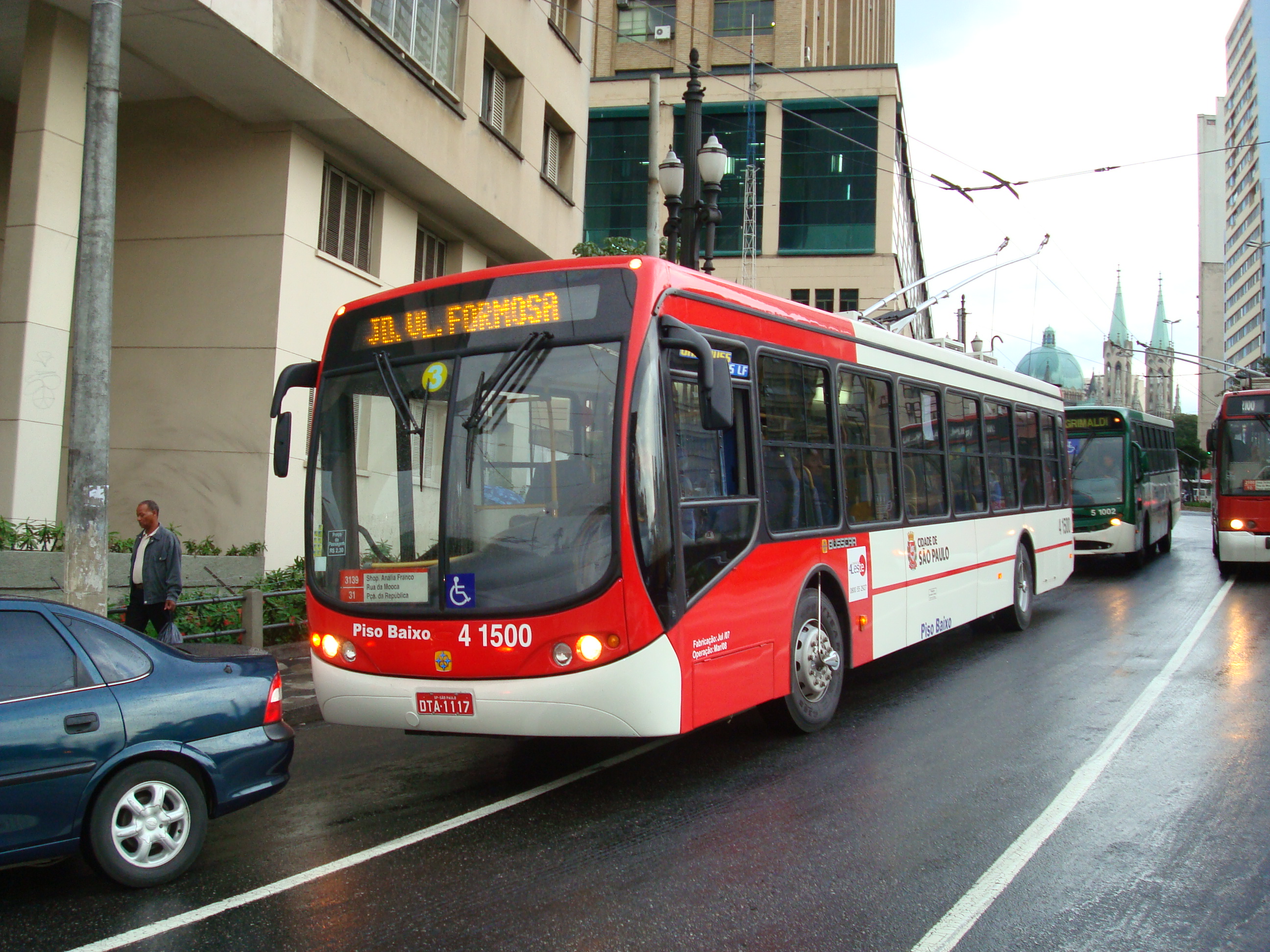
Um der Umweltverschmutzung zu begegnen, werden viele Linien mit Trolleybussen bedient.

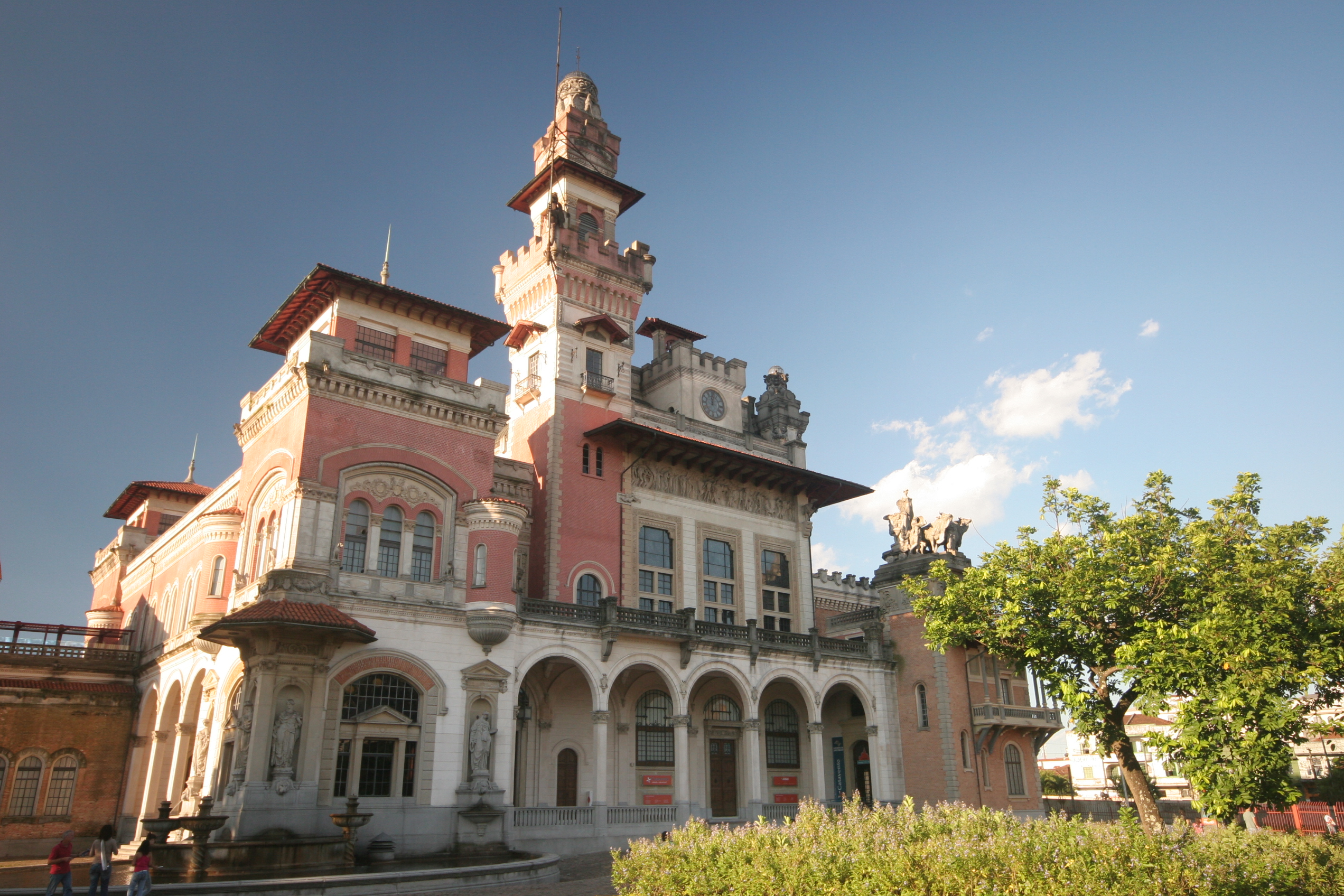
Palácio das Indústrias (ehemaliger [1992–2004] Sitz der Stadtverwaltung – Bürgermeisteramt)

Das Wachstum der Stadt, die hohe Industriedichte und Verkehrskonzentration führen in São Paulo zu zahlreichen Umweltproblemen. Die Verschmutzung der Luft, die Belastung der Gewässer, die Belästigung durch Lärm und Emissionen durch den Verkehr sowie Entsorgungsprobleme bei Müll und Abwasser sind die gravierendsten Probleme São Paulos.
Die Verschmutzung des Wassers des Rio Tietê und des Rio Pinheiros durch industrielle und häusliche Abwässer hat dazu geführt, dass diese beiden Hauptflüsse im Stadtgebiet biologisch tot und zu reinen Abwasserkanälen mit hohen Konzentrationen an Schwermetallen geworden sind.
Im Frühjahr 2015 war die Versorgung der Stadt mit Trinkwasser akut gefährdet, nachdem die Reserven aus dem Sistema Cantareira-Reservoir wegen der anhaltenden Dürreperiode auf 6 % des Normalstandes gefallen waren.
Die Versiegelung der Flächen engt nicht nur die Möglichkeiten zur Erholung der Bevölkerung auf wenige gut erreichbare Parks in der Stadt stark ein, sondern behindert auch den Abfluss der Niederschläge. So kommt es in São Paulo besonders während der Sommermonate (Dezember bis März) immer wieder zu Überschwemmungen von Teilen der Stadt, oft auch mit einigen Todesopfern.
Die Ver- und Entsorgung variiert sehr stark je nach dem sozialen Status eines Stadtteiles. Vom Citybereich und den innenstadtnahen gehobenen Wohnbereichen des Übergangsgebiets nimmt die Qualität dieser Dienstleistungen und infrastrukturellen Einrichtungen zum Stadtrand hin schnell ab. Die Qualität von Luft und Wasser ist im metropolitanen Kerngebiet allerdings schlechter als in zahlreichen peripheren Bezirken. So hat die Schadstoffbelastung der Luft trotz eines leichten Rückgangs bei einzelnen Stoffen immer noch alarmierende Ausmaße, die durch Industriebetriebe (vor allem Schwebstäube, Stickstoffdioxid, Schwefeldioxid) und den Straßenverkehr (Kohlenmonoxid) verursacht werden.
Rund 90 Prozent der schlechten Luftqualität werden durch den Straßenverkehr bewirkt. Durch die Beckenlage São Paulos mit fehlendem Luftaustausch und häufigen thermischen Inversionen im Winter (Juni bis August) sind Atemwegserkrankungen bei der Bevölkerung sehr weit verbreitet. Eine städtische Weisheit besagt, dass Krankheiten mit dem Regen kommen. Das lässt sich darauf zurückführen, dass die Niederschläge Schadstoffe aus der Luft auswaschen und zurück in Bodennähe transportieren.

## Geschichte

### Ursprung

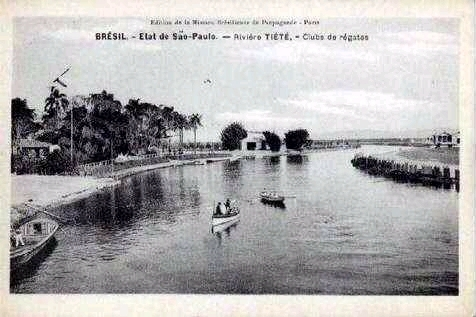
Historische Aufnahme des Rio Tietê in São Paulo

Die Jesuiten hatten von dem an der Küste des mittleren Brasiliens auf dem südlichen Wendekreis gelegenen portugiesischen Stützpunkt São Vicente aus – beim heutigen Santos – den von tropischen Regenwäldern überzogenen, zum Teil über 1000 Meter hohen Steilabfall des Küstengebirges (Serra do Mar) überwunden und in einem Hochbecken in ungefähr 800 Metern über dem Meeresspiegel die erste europäische Siedlungsgründung auf dem Hochland vorgenommen.
São Paulo wurde am 25. Januar 1554, dem Fest der Bekehrung des Apostels Paulus, von den Padres Manuel da Nobrega und José de Anchieta, zwei jesuitischen Missionaren, bei ihrem – nach dem örtlichen Fluss benannten – Missionsstützpunkt Piratininga gegründet.
Für lange Zeit blieb das Gebiet isoliert, da die Produktivität der dortigen Zuckerrohrplantagen nicht besonders hoch war; die Bewohner betrieben Subsistenzwirtschaft. Erst im 17. Jahrhundert wurde in der Gegend Weizen für den Export angebaut. Die Siedlung wurde nacheinander Hauptstadt des Kapitanats São Vicente (1681) und des Kapitanats São Paulo (1710). 
Im Jahre 1711 ist São Paulo aufgrund der strategisch günstigen Lage in der Nähe eines Passes über die Serra do Mar das Stadtrecht verliehen worden. Am 7. September 1822 wurde in São Paulo die Unabhängigkeit Brasiliens von Portugal erklärt. Trotzdem blieb São Paulo bis in die 1870er Jahre relativ unbedeutend. Allerdings durchstreiften die portugiesischen Einwanderer, teilweise vermischt mit der indianischen Hochlandbevölkerung, im 16. und 17. Jahrhundert von São Paulo aus als Bandeirantes („Bannerträger“) weite Gebiete im zentralen Teil von Brasilien. Vor allem unternahmen sie als Sklavenjäger die berüchtigten Raubzüge zum Fang der Indianer, die den Besitzern der Plantagen im Küstentiefland die beim Zuckerrohranbau benötigten Arbeitssklaven beschafften.

### Kaffeeanbau und Industrialisierung

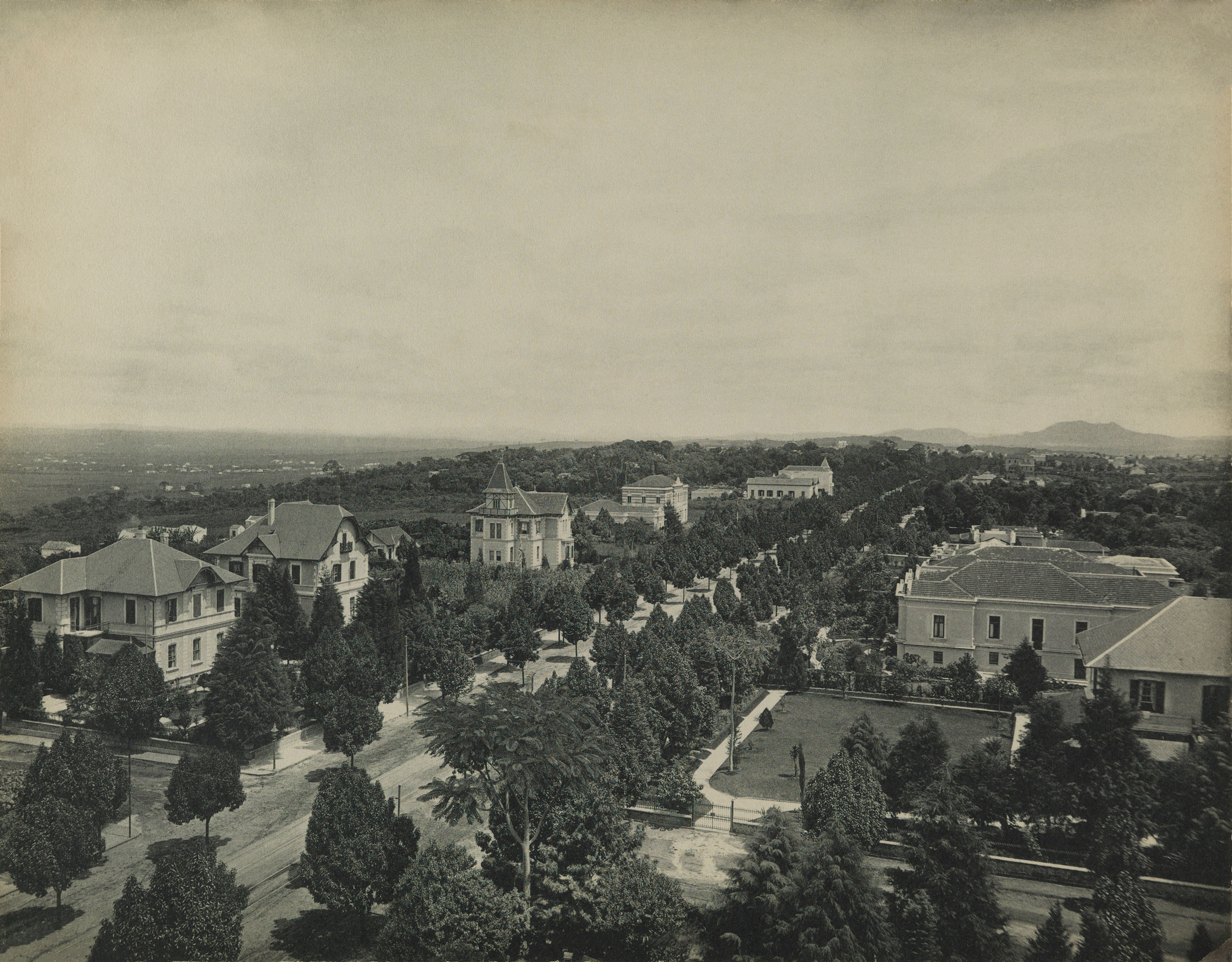
Avenida Paulista 1902

Die wirtschaftliche Bedeutung São Paulos änderte sich rasch, als der Anbau von Kaffee, der um 1850 über das Rio-Paraíba-Tal die Stadt erreichte, sich im Hochland von São Paulo unter günstigen Klima- und Bodenbedingungen und steigender Kaufkraft in Europa ab den 1880er Jahren flächenhaft in nördliche und nordwestliche Richtung ausdehnte.
Hervorragende infrastrukturelle Voraussetzungen für den Kaffeeboom schufen die systematische Verkehrserschließung des Binnenlandes im Staate São Paulo durch strahlenförmige, von São Paulo auf den Hochebenen zwischen den Zuflüssen des Río Paraná vorgetriebene Eisenbahnlinien und die günstige Verkehrslage zum nahen Exporthafen Santos. Eine gezielt betriebene Einwanderungspolitik, die überwiegend Italiener ins Land brachte, trug dazu bei, dass trotz der Befreiung der Sklaven 1888 die auf den Kaffeeplantagen benötigten Arbeitskräfte zur Verfügung standen.
Mehrere Hunderttausend Europäer, überwiegend Italiener, aber auch zahlreiche Deutsche, Japaner und Libanesen wanderten zwischen 1886 und 1905 ein und verdingten sich vorwiegend auf den Paulistaner Kaffeeplantagen. Einige der Deutschen wurden auch im Inneren des Bundesstaates São Paulo in Kolonien angesiedelt (Rio Claro, Monte Mor und andere). In dieser Phase betrugen die jährlichen Wachstumsraten der Bevölkerung bis zu 14 Prozent. Dies alles verhalf São Paulo zu erstem Reichtum. Aber erst die Industrialisierung am Ende des 19. Jahrhunderts führte zu dem beeindruckenden Wachstum zur größten Metropole Südamerikas.

### Industrieller Ballungsraum

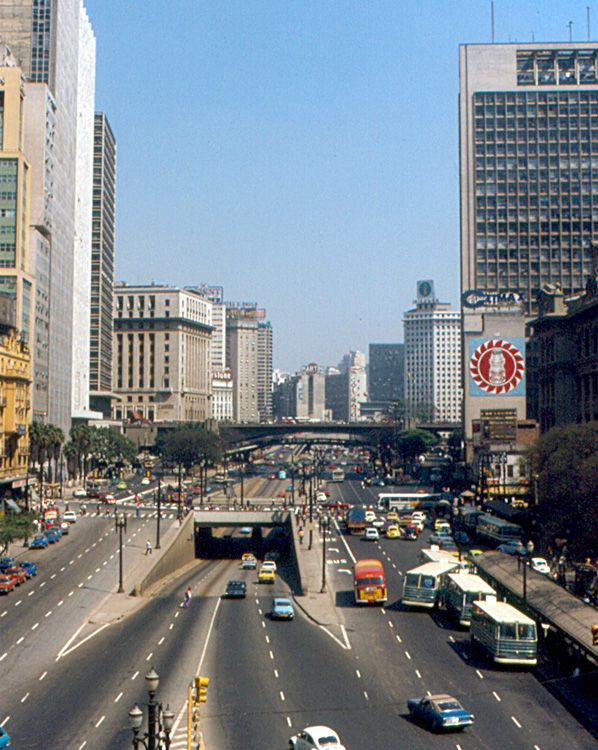
São Paulo, 1974

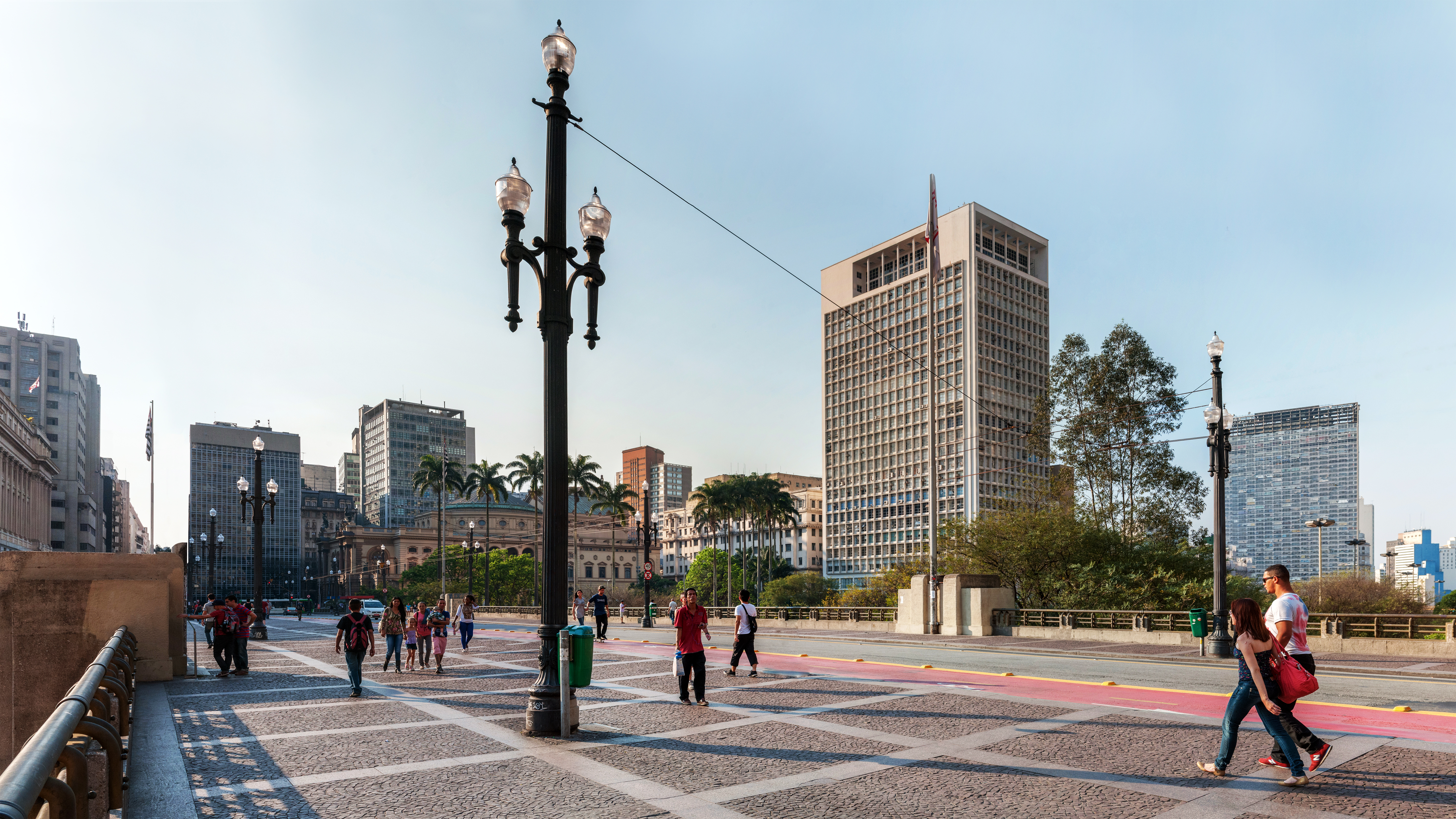
Teebrücke (Viaduto do Chá) im Zentrum von São Paulo

In den 1920er Jahren wurde São Paulo die führende Industrieregion des Landes. Die Bevölkerung der Stadt überschritt bereits 1934 die Millionengrenze und verdoppelte sich bis 1950. Anfang der 1960er Jahre führte die hohe Inflation gemeinsam mit der politischen Mobilisierung der Arbeiter, Bauern und Studenten, die begannen, ihre politischen Rechte einzufordern, zur Übernahme der Macht durch die Militärs im Jahre 1964. Deren Regierung, die bis 1985 dauerte, war einerseits von Intoleranz gegenüber der politischen Opposition geprägt, andererseits aber auch von Modernisierung und ökonomischer Entwicklung, mit jährlichen Wachstumsraten von rund zwölf Prozent Anfang der 1970er Jahre.
Es wurde begonnen, eine neue Infrastruktur aufzubauen sowie nationale Gesundheits- und Sozialfürsorge einzuführen. Die nahe Hafenstadt Santos (schnelle Transportwege), die Vergabe staatlicher Kredite und der sich durch umfangreiche ausländische, vor allem auch deutsche Investitionen verstärkende industrielle Aufschwung verhalfen São Paulo zu neuerem Reichtum.
Diese ökonomische Entwicklung basierend auf einer hohen Auslandsverschuldung geschah aber ohne die politische Partizipation der Bevölkerung und ohne eine gerechte Verteilung des Reichtums. Das Ergebnis dieser Veränderung war, dass eine zahlenmäßig kleine Schicht über eine sehr große Kaufkraft verfügte und mit ihrem Einfluss in Politik und Wirtschaft die elitären und autoritären Strukturen in der Gesellschaft verstärkte. Die zu dieser Zeit fehlende demokratische Kontrolle des Staates führte zu großen Mängeln, Niedriglöhnen und Korruption in der Qualität und Verteilung staatlicher Sozialleistungen, in den Bildungseinrichtungen, im öffentlichen Wohnungsbau, im Verkehr und den sanitären Anlagen.
São Paulo war in dieser Zeit auch Gründungsort der Arbeiterpartei PT (1980) und des sehr aktiven Gewerkschaftsdachverbandes CUT (1983). Ihre Entstehung und ihr schnelles Erstarken sind Ergebnis der machtvollen Streiks und Demonstrationen der Arbeiter, die Brasilien am Ende der 1970er und Anfang der 1980er Jahre erschütterten. Diese Kämpfe brachten die Militärdiktatur zum Wanken und bildeten den Anfang einer Entwicklung, die wenige Jahre später zu ihrem Ende führte.
Heute ist die Region um São Paulo der größte industrielle Ballungsraum Lateinamerikas und der bedeutendste Industriestandort der Dritten Welt. Die rund 1000 deutschen Unternehmen im Großraum São Paulo bilden die weltweit größte Konzentration deutscher Industrie-Unternehmen. Durch die Globalisierung, erhöhte Wechselkurse und die aufstrebende Industrie im gesamten Land verliert São Paulo aber immer mehr an Bedeutung. Die Industrie wird mehr und mehr vom Dienstleistungsgewerbe abgelöst. Dieser Sektor kann die Arbeitslosen aus der Industrie aber nicht auffangen. Die Folge davon sind Arbeitslosigkeit und Niedriglöhne.
Wie viele Großstädte in Entwicklungsländern ist auch São Paulo von einem Armutsgürtel mit Marginalsiedlungen, den sogenannten Favelas, umgeben und hat besonders dort eine hohe Kriminalitätsrate. São Paulo wird heute in Brasilien aber auch als die führende Stadt im Hinblick auf Konzerte, Theater, Modenschauen, internationale Sportveranstaltungen, Konferenzen und Wirtschaftsmessen angesehen; viele Veranstaltungen finden zuerst oder nur dort statt.

## Bevölkerung

### Einwohnerentwicklung

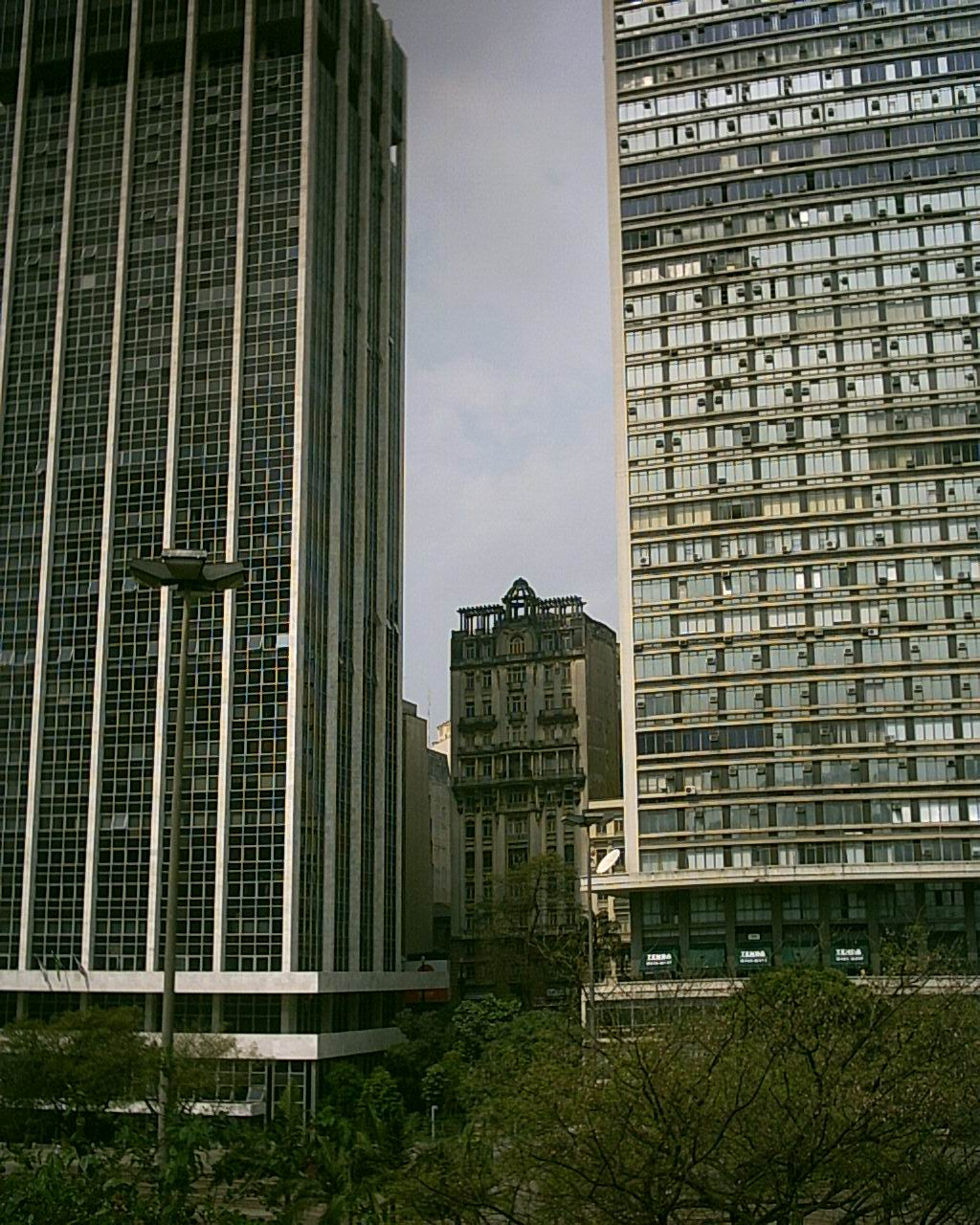
Mit welcher Gewalt die Hochhäuser das Stadtbild prägen, zeigt der Vergleich zu einem „Hochhaus“ aus den 1920er-Jahren (im Hintergrund der Edifício Sampaio Moreira von 1924).

Bevölkerungsentwicklung von 1910 bis 2000

Bevölkerungsentwicklung seit 1790; logarithmischer Maßstab

In den ersten 300 Jahren seit der Gründung der Stadt im 16. Jahrhundert kamen überwiegend portugiesische Einwanderer und Sklaven vom afrikanischen Kontinent nach São Paulo. Seit Mitte des 19. Jahrhunderts waren es aufgrund des beginnenden Kaffeeanbaus und der Befreiung der Sklaven 1888 (Lei Áurea) durch eine gezielte Einwanderungspolitik bis Anfang des 20. Jahrhunderts vor allem Italiener und Portugiesen, aber auch Deutsche, Spanier, Libanesen, Türken und Japaner, die sich in der Stadt, teilweise in eigenen Vierteln, niederließen. Deren Nachkommen leben noch heute in eigenen Stadtteilen, in „Liberdade“ die Japaner, in „Bela Vista“ die Italiener, in „Bom Retiro“ die Libanesen und im Viertel „Brooklin Paulista“ die Deutschen. Bedeutende Ethnien in der Stadt sind des Weiteren die Chinesen, Juden, Koreaner, Armenier, Bolivianer, Litauer, Russen, Ukrainer, Polen und Syrer.
Zu zwei weiteren Einwanderungswellen von Menschen aus Europa, Japan und dem Nahen Osten kam es wegen der politischen und wirtschaftlichen Wirren nach den beiden Weltkriegen.
Seit Mitte des 20. Jahrhunderts war São Paulo überwiegend das Ziel von Zuwanderern aus dem Nordosten Brasiliens, später auch aus dem Südosten. Wunschziel der Migranten war es, im schnell expandierenden Industriebereich oder in der blühenden Baubranche eine Beschäftigung zu finden. Seit den 1980er Jahren trägt das natürliche Wachstum erheblich mehr zum Bevölkerungszuwachs bei als die Zuwanderung. Diese Veränderung ist trotz abnehmender Geburtenraten durch den hohen Anteil jüngerer Stadtbevölkerung bedingt, den die jetzt zurückgehende Einwanderung mit sich gebracht hatte. Seit den 1990er Jahren ist die jährliche Zuwachsrate der Bevölkerung der Agglomeration São Paulo, die seit 1973 als Grande São Paulo institutionell verankert ist, sprunghaft zurückgegangen.

Grande São Paulo beherbergte im Jahre 2007 mit 19,2 Millionen Menschen, von denen 10,9 Millionen (56,8 Prozent) in der Stadt São Paulo leben, eine größere Bevölkerung als das Bundesland Nordrhein-Westfalen mit 18 Millionen. Da das Ballungsgebiet Grande São Paulo bald mit weiteren sechs Städten über 100.000 Einwohnern zusammenwächst – darunter die Millionenstadt Campinas – die alle in einem Umkreis von weniger als 150 Kilometern um Grande São Paulo liegen, wird heute schon von einer erweiterten Metropolregion (Complexo Metropolitano Expandido, CME) gesprochen, der die Funktion einer Makro-Metropole zukommt. Wobei bei der Einführung einer Schnellzugstrecke damit gerechnet wird, dass Rio de Janeiro/São Paulo zu einer Megalopolis verwachsen.
Die Metropolregion Grande São Paulo ist flächenmäßig um circa 60 Prozent größer als die Stadtregion Rhein-Ruhr, übertrifft deren Bevölkerungszahl aber um das Vierfache. Während die durchschnittliche Bevölkerungsdichte im Ruhrgebiet bei 1.080 Einwohnern je Quadratkilometer liegt, beträgt sie in der Metropolregion von São Paulo 2.419 Einwohner je Quadratkilometer. Sie erreicht in der Stadt São Paulo mit 7.148 und in der Stadt Diadema mit 12.537 Einwohnern je Quadratkilometer (2010) einen Höchstwert im Bundesstaat.
Die folgende Übersicht zeigt die Einwohnerzahlen nach dem jeweiligen Gebietsstand. Bis 1929 handelt es sich meist um Schätzungen, von 1940 bis 2010 um Volkszählungsergebnisse und 2016 bis 2020 um die jährlichen Schätzungen des Brasilianischen Bundesamtes für Statistik und Geographie (IBGE). Dabei kommt das Wachstum in der Stadt selbst allmählich zum Erliegen, da innerhalb der Stadtfläche kaum noch Möglichkeiten für Expansion bestehen.
Die durchschnittliche Kinderzahl je Frau (Fertilitätsrate) lag 1991 bei 2,04 (Brasilien 2,88), 2000 bei 1,88 (Brasilien 2,37) und 2010 bei 1,52 (Brasilien 1,89). Die Kindersterblichkeit lag 1991 bei 24,19 (Brasilien 44,68), 2000 bei 18,44 (Brasilien 30,57) und verringerte sich im Jahr 2010 auf 13,15.
| Jahr | Einwohner |
| ---- | --------- |
| 1554 | 100       |
| 1776 | 2.026     |
| 1790 | 8.000     |
| 1817 | 23.760    |
| 1840 | 12.000    |
| 1856 | 15.000    |
| 1866 | 20.000    |
| 1872 | 31.385    |
| 1884 | 40.000    |
| 1890 | 64.900    |
| 1900 | 239.800   |
| 1911 | 346.000   |
| 1920 | 579.033   |

| Jahr/Datum | Einwohner  |
| ---------- | ---------- |
| 1929       | 880.000    |
| 1934       | 1.060.120  |
| 1940       | 1.326.261  |
| 1950       | 2.198.096  |
| 1960       | 3.666.701  |
| 1970       | 5.924.615  |
| 1980       | 8.493.226  |
| 1991       | 9.646.185  |
| 1996       | 9.839.436  |
| 2000       | 10.434.252 |
| 2007       | 10.886.518 |
| 2009       | 11.037.593 |
| 2010       | 11.253.503 |

| Jahr | Einwohner  |
| ---- | ---------- |
| 2016 | 12.038.175 |
| 2017 | 12.106.920 |
| 2018 | 12.176.866 |
| 2021 | 12.396.372 |

Bevölkerungsentwicklung der Metropolregion
Von 1950 bis 2017 wuchs die Einwohnerzahl der Metropolregion São Paulo von 2,3 auf 21,4 Millionen Einwohner und verzehnfachte sich damit nahezu. War 1950 noch Rio de Janeiro die größte Agglomeration des Landes, ist es inzwischen mit weitem Abstand São Paulo. Bis zum Jahr 2035 wird eine weitere Steigerung der Einwohnerzahl auf 24,5 Millionen erwartet.
| Jahr | Einwohnerzahl |
| ---- | ------------- |
| 1950 | 2.334.000     |
| 1960 | 3.970.000     |
| 1970 | 7.620.000     |
| 1980 | 12.089.000    |
| 1990 | 14.776.000    |
| 2000 | 17.014.000    |
| 2010 | 19.660.000    |
| 2017 | 21.392.000    |
| 2022 | 20.743.587    |

### Ethnische Zusammensetzung

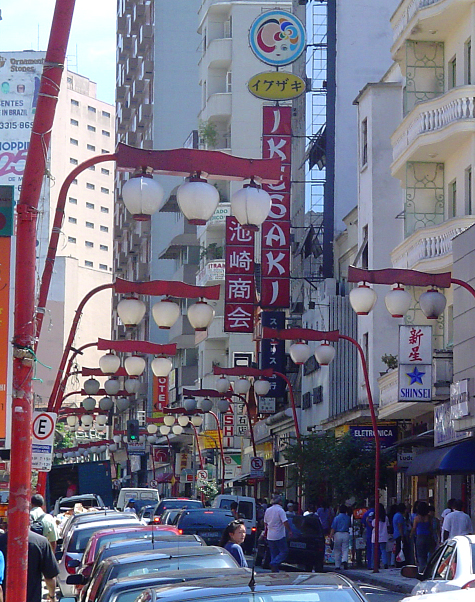
Das japanische Stadtviertel „Liberdade“ in São Paulo, ein Zentrum der japanischen Brasilianer.

Menschen aus rund 100 verschiedenen Ethnien nennen die Stadt ihr Zuhause. Laut Schätzung des IBGE vom 1. Juli 2003 lebten in der Stadt 10.677.019 Personen. Die ethnische Zusammensetzung ergab im Einzelnen folgende Statistik:
- 69,9 % – ≈ 8,0 Millionen Menschen mit europäischen Vorfahren
- 24,0 % – ≈ 2,0 Millionen – Pardo/Mischlinge
- 04,0 % – ≈ 0,527.000 – Afrobrasilianer/Schwarze
- 02,0 % – ≈ 0,456.000 – Asiaten
- 00,1 % – ≈ 0,018.000 – Angehörige der indigenen Bevölkerung

Die meisten Einwohner von São Paulo sind italienischer Abstammung, das entspricht in etwa sechs Millionen Menschen. Die portugiesischstämmige Bevölkerung liegt mit drei Millionen Personen auf Rang zwei. An dritter Stelle stehen japanische Brasilianer mit rund 326.000. Zudem gibt es etwa 120.000 Juden in São Paulo.

### Religionen
Die Religionsverteilung der Bevölkerung laut Volkszählung 2010:
| Religion                   | Anteil in % | Einwohnerzahl |
| -------------------------- | ----------- | ------------- |
| römisch-katholische Kirche | 58,20       | 6.549.775     |
| Protestantische Kirche     | 22,11       | 2.487.810     |
| konfessionslos             | 09,38       | 1.056.008     |
| Spiritismus                | 04,73       | 0.531.822     |
| Buddhismus                 | 00,67       | 0.075.075     |
| Judentum                   | 00,39       | 0.043.610     |
| Islam                      | 00,06       | 0.008.277     |
| Hinduismus                 | >0,01       | 0.001.008     |

Quelle: IBGE

### Entwicklung der Wohnsituation

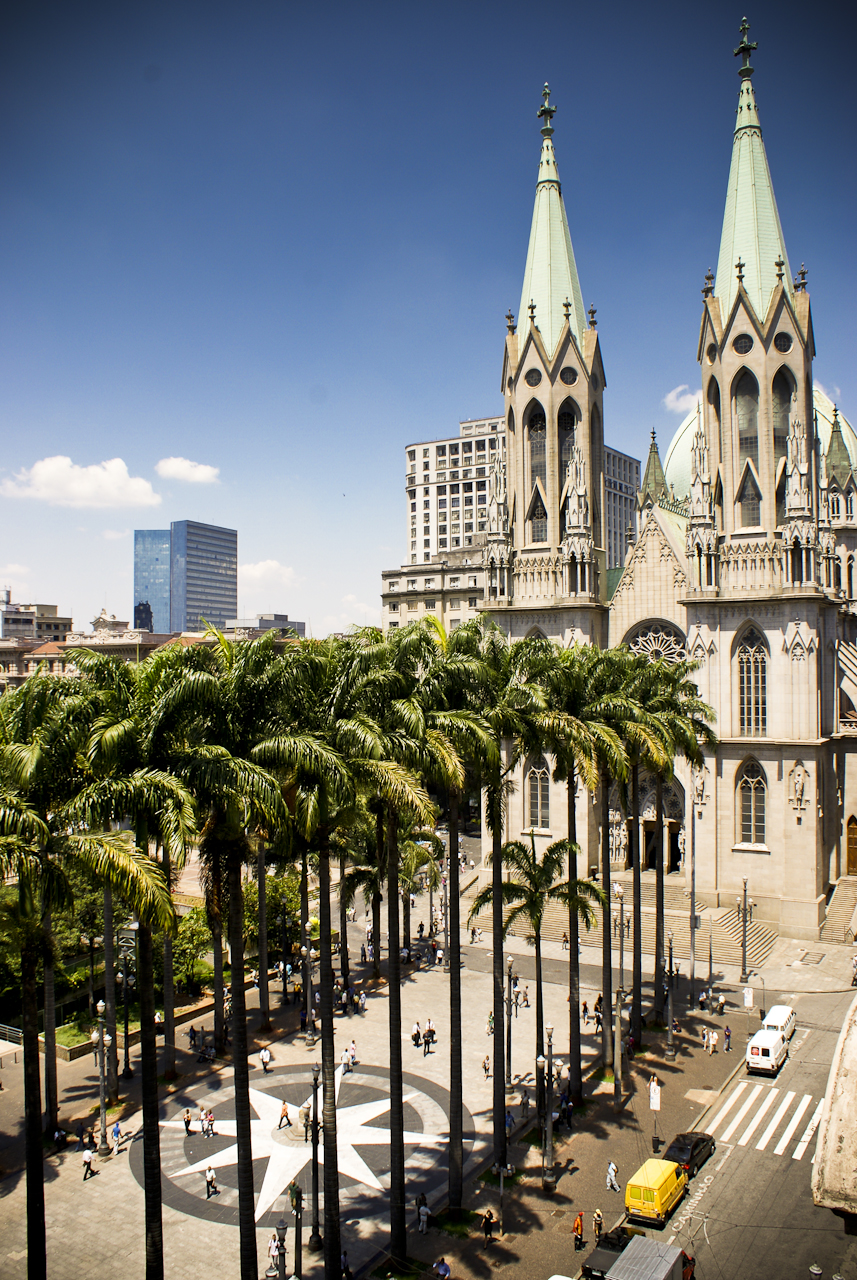
Praça da Sé

Das Stadtzentrum von São Paulo hat sich seit den 1960er Jahren gewaltig ausgedehnt und zeigt heute eine imposante Hochhauskulisse. In diesem Bereich haben sich jüngere, äußerst dynamische Zonen entwickelt, während das alte Zentrum seit Anfang der 1970er Jahre zahlreiche seiner zentralen Funktionen verloren hat, die an den Rand der Stadtmitte oder in nahe neue Subzentren abgewandert sind. Zur Abwertung der alten Stadtmitte um die Praça da Sé hat ein Verfall der Bausubstanz durch geringe Investitionen, Immobilienspekulation und zahlreiche nur teilweise genutzte oder leerstehende Gebäude, Lärm, Schmutz, hohe Kriminalität, starke Konzentration sozial an den Rand gedrängter Bevölkerungsgruppen zusammen mit unzureichender Präsenz staatlicher Organisation geführt.
Die öffentlichen und privaten Investitionen konzentrieren sich überwiegend auf neue Standorte und Entwicklungsachsen im Randbereich des Stadtzentrums. So hat sich die Avenida Paulista, die älteste Prachtstraße der Stadt, an der sich der Paulistaner Geldadel, die Großindustriellen und Kaffeebarone ihre Paläste errichten ließen, seit den 1970er Jahren zu einer Hochhausschlucht entwickelt, entlang der Banken und Versicherungen sowie Industrie- und Handelskonzerne mit Bürotürmen die Appartementhochhäuser in die nahegelegenen hochrangigen Wohnquartiere abgedrängt haben.
Nachdem die letzten Baulücken im innerstädtischen und innenstadtnahen Bereich geschlossen wurden, ist São Paulo heute im Umkreis von mehr als 25 Kilometern um das Zentrum durch Wohnquartiere, Gewerbeflächen und Verkehrswege versiegelt, so dass die wenigen innerstädtischen Möglichkeiten zur Erholung – wie zum Beispiel der Ibirapuera-Park – an den Wochenenden von der Bevölkerung intensiv genutzt werden.
Die Dynamik durch den immensen Bevölkerungsdruck seit Mitte des 20. Jahrhunderts bewirkte insgesamt eine explosive unkontrollierte Expansion São Paulos. Die Planung konnte mit diesen Veränderungen nicht mithalten. Aufgrund fehlender Stadtplanung entstanden an der Peripherie irreguläre Siedlungen („Loteamentos irregulares“) und Favelas. Ein Viertel der Menschen in der Stadt lebt in diesen Elendsquartieren. Ein Beispiel für eine gelungene Verbesserung der Lebensverhältnisse ist die deutsch-brasilianische Nichtregierungsorganisation Associação Comunitária Monte Azul.
Heute erstrecken sich rund um ein hochverdichtetes Stadtzentrum weitläufige zersiedelte Peripherien mit geringer städtischer Infrastruktur. Die informelle Bautätigkeit ist für einen überwiegenden Teil der Einwohner São Paulos die einzige Möglichkeit an Wohnraum zu kommen. Die inadäquate Wohnsituation der Bevölkerung und die zahlreichen ökologischen Probleme haben die Regierenden in die Verantwortung gezogen, über eine neue Stadtplanungspolitik nachzudenken.

### Kriminalität

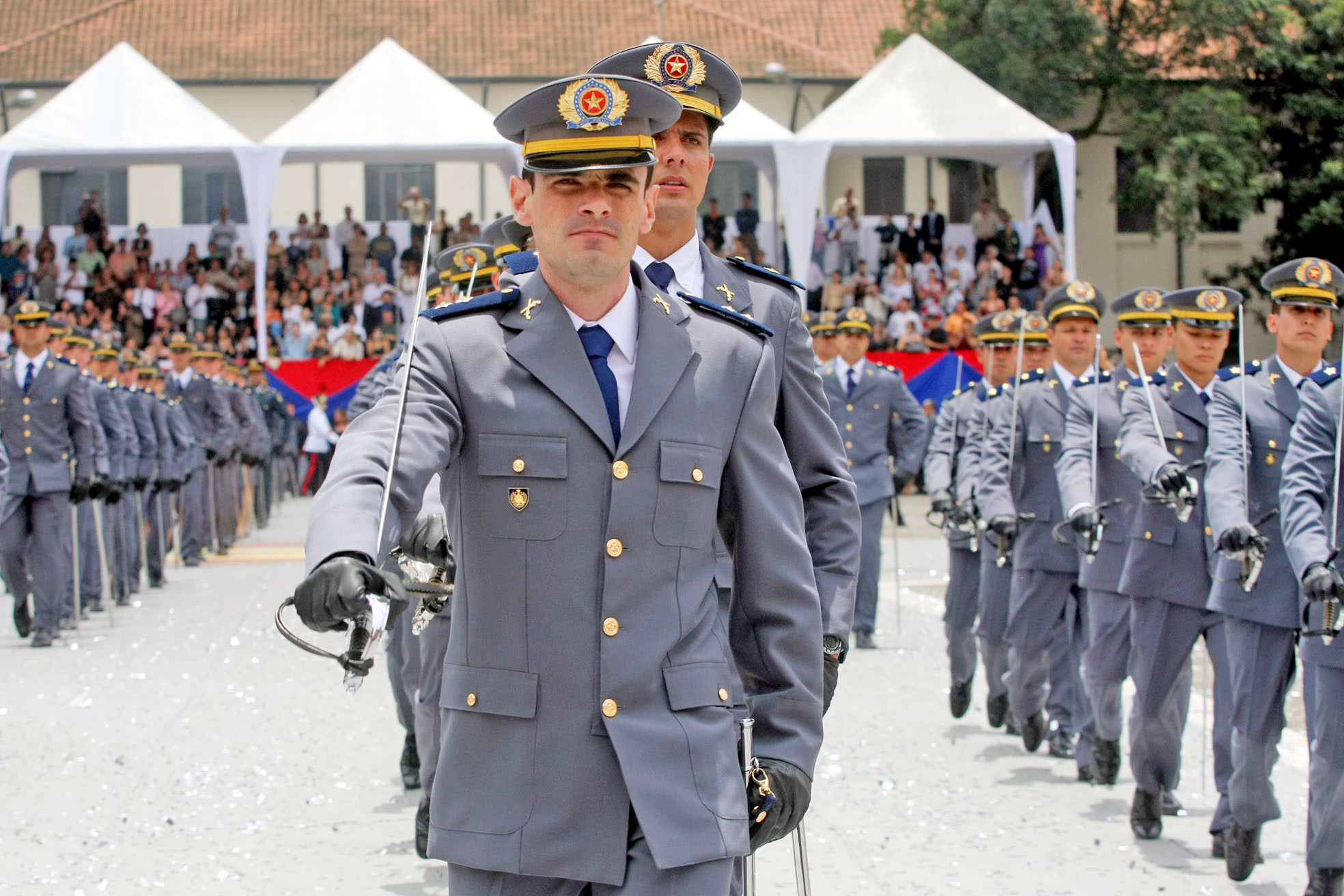
Polizei von São Paulo

Unter 556 Städten und Gemeinden Brasiliens nahm São Paulo auf der „Gewalttatenkarte 2008“ mit einer Mordrate von 31,1 pro 100.000 Einwohner den 492. Platz ein. Auf der Karte von 2006 lag die Stadt mit einer Mordrate von 48,2 pro 100.000 Einwohner noch auf dem 182. Rang. Die „Mapa da Violência dos Municípios Brasileiros“ wurde vom lateinamerikanischen Netzwerk RITLA (Rede de Informação Tecnológica Latino Americana) erstellt. Mit Stand 2011 ist São Paulos Mordrate auf 11,9 gefallen, was einen Rückgang von über 80 % innerhalb von 10 Jahren bedeutet. Damit hat São Paulo die mit Abstand niedrigste Mordrate unter den 27 Hauptstädten der brasilianischen Bundesstaaten.
Der Rückgang der Morde begann 1999 und wird auf eine verbesserte Ermittlungsarbeit der Polizei zurückgeführt, die zu einer höheren Anzahl von Festnahmen und Verurteilungen führte. Auch eine stärkere Zusammenarbeit zwischen der Bevölkerung und der Polizei sowie die Verminderung der sich in Umlauf befindlichen Handfeuerwaffen ließen die Anzahl der Tötungsdelikte zurückgehen.
Die Kriminalitätsrate in São Paulo sank allgemein seit Ende des 20. Jahrhunderts. Sie ist im Vergleich zu anderen brasilianischen Großstädten relativ niedrig. Unter den Hauptstädten der brasilianischen Bundesstaaten haben nur Palmas, Boa Vista und Natal eine niedrigere Kriminalität. Trotzdem bereiten Diebstahl, Gewalt, Raub, Mord und Drogenkonsum weiter Probleme. Im Bereich der Prostitution sind Zuhälter besonders in Verbindung mit Menschenhandel und Zwangsprostitution oft Teil organisierter Kriminalität oder werden von entsprechenden Organisationen (Mafia) kontrolliert.
Der bewaffnete Konflikt mit der Mafia-Organisation PCC (Erstes Hauptstadtkommando) erreichte 2006 beinahe bürgerkriegsähnliche Zustände, man sprach vom sogenannten „Guerra Urbana“. Im Mai 2006 kam es in der Region in einer konzertierten Aktion der PCC zu mehreren hundert Angriffen auf staatliche Sicherheitskräfte, Busse, Wohnhäuser von Polizisten, Banken und Geldautomaten sowie zu Gefängnisrevolten. Grund war die Verlegung von 765 inhaftierten Mafia-Mitgliedern in Hochsicherheitsgefängnisse. Bei den Angriffen und den Gegenmaßnahmen der Polizei starben 170 Menschen, darunter 41 Polizisten und Gefängniswärter.
| Jahr | Mord  | Diebstahl | Raub    | Autodiebstahl |
| ---- | ----- | --------- | ------- | ------------- |
| 1999 | 52,58 | 1085,19   | 1068,39 | 1108,17       |
| 2000 | 51,23 | 1034,32   | 1046,44 | 1175,01       |
| 2001 | 49,30 | 1099,59   | 1067,67 | 1035,46       |
| 2002 | 43,73 | 1190,94   | 1139,51 | 909,21        |
| 2003 | 40,20 | 1344,16   | 1247,28 | 874,91        |
| 2004 | 31,54 | 1555,23   | 1069,32 | 962,81        |
| 2005 | 22,98 | 1639,80   | 1033,72 | 946,97        |
| 2006 | 18,40 | 1596,96   | 981,67  | 839,80        |
| 2007 | 14,20 | 1368,85   | 1005,16 | 724,34        |
| 2008 | 11,54 | 1412,56   | 1002,14 | 682,71        |
| 2009 | 11,23 | 1603,75   | 1122,69 | 719,22        |
| 2010 | 10,64 | 1523,19   | 986,35  | 692,39        |

## Politik

### Stadtregierung

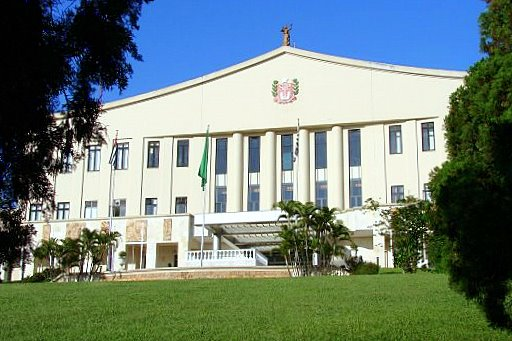
Palácio dos Bandeirantes – Staatsverwaltungssitz

Zwei Parteien bestimmten zwischen 1989 und 2004 die Regierungspolitik der Stadt, der sozialistische PT (Partido dos Trabalhadores) und der rechte PP/PPB (Partido Progressista, früher Partido Popular und Partido Populista Brasileiro). Die Oberbürgermeister São Paulos waren: Luiza Erundina (PT) (1989–1992), Paulo Maluf, einer der führenden Politiker während der Militärdiktatur (PPB) (1993–1996), Celso Pitta (PPB) (1997–2000) und Marta Suplicy (PT) (2001–2004), mit 58,5 Prozent gegen Maluf gewählt.
Gegen Erundina, Maluf und Pitta laufen Verfahren wegen Misswirtschaft, Korruption, Geldwäsche und illegale Geldtransfers ins Ausland. Maluf wurden beispielsweise von der Justiz 446 Millionen US-Dollar auf Konten im Ausland nachgewiesen. Seine illegalen Einnahmen und Unterschlagungen betrugen 344 Millionen US-Dollar. Bis September 2005 war Maluf in mehr als 150 Prozesse verwickelt. Das brasilianische System der „Impunidade“ (eine Person wird nicht bestraft, obwohl sie eine im rechtlichen Sinn strafbare Handlung begangen hat) führten bisher zu keiner Verurteilung.
Ab 1. April 2006 war Gilberto Kassab des 2011 neugegründeten Partido Social Democrático (PSD), früher Mitglied der Partido da Frente Liberal (PFL), Bürgermeister von São Paulo. Er war Vizebürgermeister unter dem seit 1. Januar 2005 regierenden José Serra von der Sozialdemokratischen Partei (Partido da Social Democracia Brasileira, PSDB). Serra trat von seinem Amt zurück, um bei den Gouverneurswahlen im Oktober 2006 zu kandidieren. Er war Gesundheitsminister unter Präsident Fernando Henrique Cardoso und Gegenkandidat von Lula da Silva bei der Präsidentschaftswahl 2002. Die frühere Amtsinhaberin Marta Suplicy hatte im Jahre 2001 eine abgewirtschaftete und tief in Korruptionsskandale verstrickte Stadtverwaltung übernommen. Sie verlor bei den Kommunalwahlen im Oktober 2004 mit 35,9 Prozent gegen Serra, der 43,5 Prozent der abgegebenen Stimmen erhielt.
Die Kommunalpolitik hat neben der Bundes- und Landesebene einen zunehmenden Einfluss auf das Leben der Bürger São Paulos. Die Bürgermeister werden in allgemeinen, direkten Wahlen für vier Jahre im Amt gewählt. Der Wahlkampf auf kommunaler Ebene wird weitgehend von Personen und lokalen Themen beeinflusst. Die Wahlbeteiligung im Jahre 2004 war wegen der allgemeinen Wahlpflicht im Land sehr hoch, aber Nichtwähler konnten ihre Abwesenheit ohne Probleme und unbürokratisch rechtfertigen. Insgesamt gingen nur 14 Prozent der Wahlberechtigten nicht zur Wahl, weitere sechs Prozent gaben entweder ungültige oder bewusst weiße Stimmzettel ab.
Seit dem 6. April 2018 war der am 16. Mai 2021 verstorbene Bruno Covas des PSDB amtierender Stadtpräfekt, nachdem João Doria Júnior zurückgetreten war, um erfolgreich als Gouverneur zu kandidieren.
Seit dem 16. Mai 2021 ist Ricardo Nunes des Movimento Democrático Brasileiro (MDB), zuvor Vizestadtpräfekt, amtierender Stadtpräfekt. Nunes wurde am 27. Oktober 2024 in einer Stichwahl im Amt bestätigt.

### Städtepartnerschaften
São Paulo unterhält mit folgenden Städten Partnerschaften. In Klammern das Jahr der Etablierung.
- Abidjan, Elfenbeinküste (1981)
- Alta Floresta, Brasilien (1995)
- Amman, Jordanien (1997)
- Asunción, Paraguay (1998)
- Bamako, Mali (2000)
- Barcelona, Spanien (1985)
- Budapest, Ungarn (2000)
- Buenos Aires, Argentinien (1999)
- Cluj-Napoca, Rumänien (2000)
- Coimbra, Portugal (1996)
- Córdoba, Spanien (2001)
- Damaskus, Syrien (1999)
- Jerewan, Armenien (1999)
- Funchal, Portugal (1998)
- Góis, Portugal (2000)
- Havanna, Kuba (1997)
- La Paz, Bolivien (1999)
- La Plata, Argentinien (1988)
- Lima, Peru
- Leiria, Portugal (1996)
- Lissabon, Portugal (1995)
- Luanda, Angola (1993)
- Macau, VR China (1999)
- Mailand, Italien (1962)
- Mendoza, Argentinien (1998)
- Miami, USA (1988)
- Montevideo, Uruguay (2001)
- Naha, Japan (1998)
- Osaka, Japan (1985)
- Paris, Frankreich (2004)
- Peking, VR China (1999)
- Presidente Franco, Paraguay (1994)
- San Cristóbal de La Laguna, Spanien (1990)
- Santiago, Chile (1998)
- Santiago de Compostela, Spanien (2000)
- San José, Costa Rica
- Seoul, Südkorea (1997)
- Shanghai, VR China (1988)
- Tel Aviv, Israel (2004)
- Toronto, Kanada (1999)

## Kultur und Sehenswürdigkeiten

### Theater

Das Theatro Municipal

Eines der bekanntesten Theater in São Paulo ist das Theatro Municipal. Ganz in der Nähe des Anhangabaú gelegen, ist dieses alte Gebäude eines der wenigen Überbleibsel vom Beginn des 20. Jahrhunderts, die dem Bauboom noch nicht zum Opfer gefallen sind. Mit dem Bau wurde 1903 begonnen, inspiriert von der Italienischen Oper, hauptsächlich der Mailänder Scala. Eröffnet wurde das Haus am 12. September 1911 mit einer Aufführung der Oper Hamlet von Ambroise Thomas.
Im Theater sind im 20. Jahrhundert eine Reihe der berühmtesten Künstler der Weltgeschichte aufgetreten, wie zum Beispiel Maria Callas, Enrico Caruso, Isadora Duncan, Beniamino Gigli, Vaslav Nijinsky, Anna Pawlowa, Arthur Rubinstein, Magda Tagliaferro, Arturo Toscanini und viele andere.
Das Theater besitzt edle Glasfenster und zahlreiche Kunstwerke. Seine Inneneinrichtung ist in sechs Ränge unterteilt, deren Balkon-Fronten mit Blattgold verkleidet sind, und seine Kuppel präsentiert die verschiedenen Phasen des menschlichen Lebens. Der zentrale Lüster besitzt 260 Lampen und circa 6000 Kristallteile. Im Anschluss an das Gebäude liegt das Theater-Museum.

### Museen

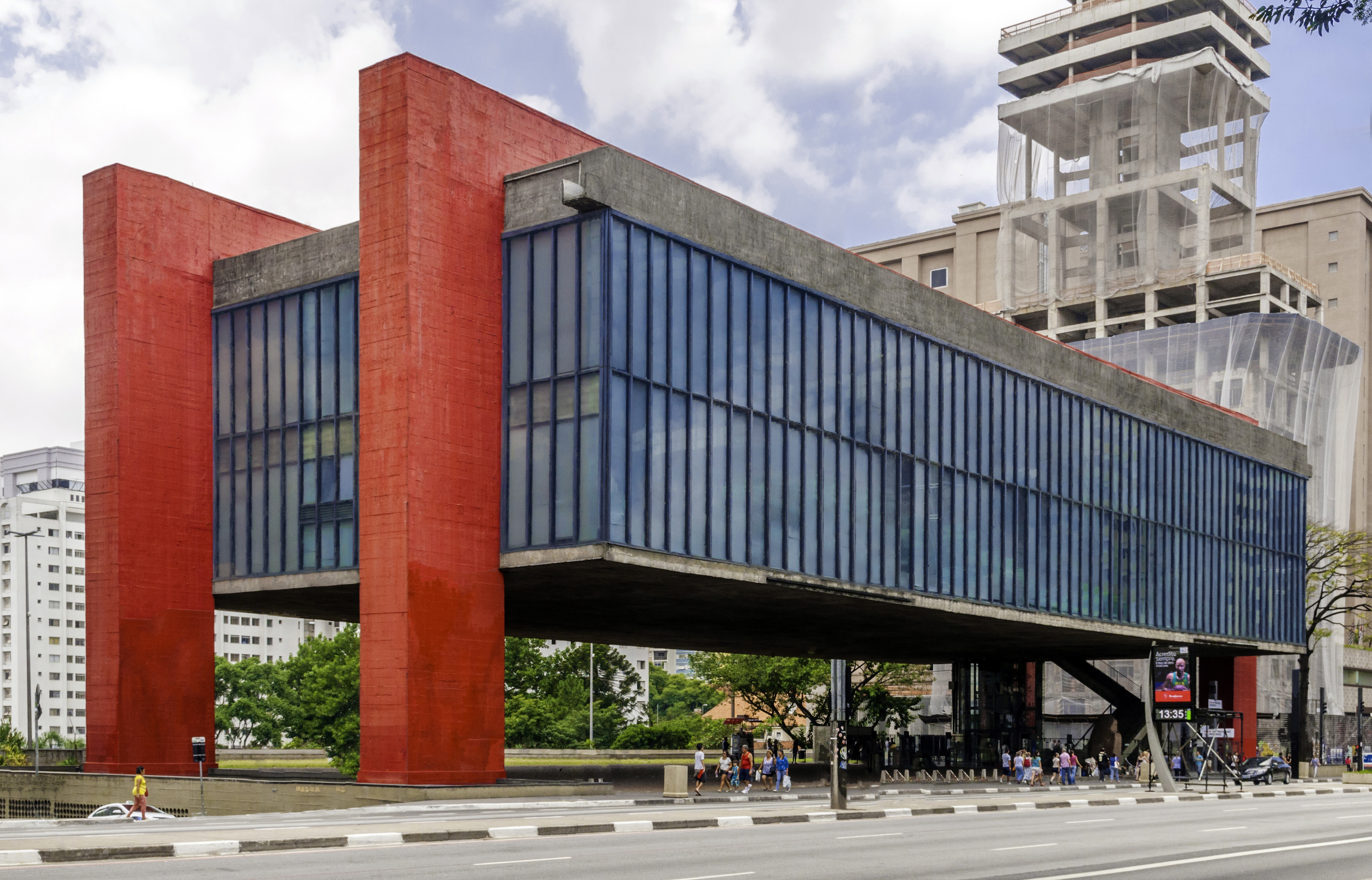
Museum MASP, Avenida Paulista

Erwähnenswert sind das Kunstmuseum São Paulo (Museu de Arte de São Paulo, MASP), das die bedeutendste Kunstsammlung Südamerikas besitzt, und das Museu Paulista mit seiner Ausstellung über brasilianische Geschichte. Auch die Pinacoteca do Estado de São Paulo und das Museu da Imagem e do Som de São Paulo sind sehenswert.
Das Museu de Arte Sacra de São Paulo beherbergt eine der besten Sammlungen sakraler Kunst in Brasilien, mit 4000 Stücken, von denen etwa 1000 ausgestellt sind – Altäre, Gemälde, Möbel, Kelche, Kreuze und Skulpturen aus dem 16. bis 20. Jahrhundert.
Das Gebäude ist im Kolonialstil errichtet und stammt aus dem Jahre 1774. Nahebei befindet sich die alte Igreja de Nossa Senhora da Lúz, mit den sterblichen Überresten des heiligen Frei Galvão, und daneben das Presépio Napolitano, mit den mehr als 1600 Einzelteilen eines italienischen Dorfes aus dem 18. Jahrhundert.
Im Parque do Ibirapuera befinden sich das Museu de Arte Contemporânea, mit einer sehenswerten Sammlung westlicher und südamerikanischer Moderner Kunst, mit etwa 3.000 Werken, darunter von Pablo Picasso und Amedeo Modigliani, das Gebäude der Biennale von São Paulo, in dem alle zwei Jahre die größte Weltausstellung moderner Kunst stattfindet, das Museu de Arte Moderna, das Museu da Aeronáutica (Luftfahrtmuseum) und das Museu do Folclore (Folklore-Museum). In der durch Oscar Niemeyer erbauten „Oca“, einer Ausstellungshalle in Form einer liegenden Halbkugel, werden temporäre Ausstellungen gezeigt, so beispielsweise die große Picasso-Ausstellung anlässlich der 450-Jahr-Feiern der Stadt São Paulo.
Das Museu da Imigração do Estado de São Paulo in der Rua Visconde de Parnaíba wurde 1993 in dem ehemaligen Immigrantenwohnheim Hospedaria dos Imigrantes gegründet. Dort wird hauptsächlich die Einwanderung nach Brasilien dargestellt. Ebenfalls die Thematik Einwanderung behandelt das 2016 eröffnete Jüdische Einwanderungs- und Holocaustmuseum (Memorial da Imigração Judaica e do Holocausto). Es ist das erste Museum der jüdischen Immigration in Brasilien und enthält eine Holocaustgedenkstätte.

### Bauwerke

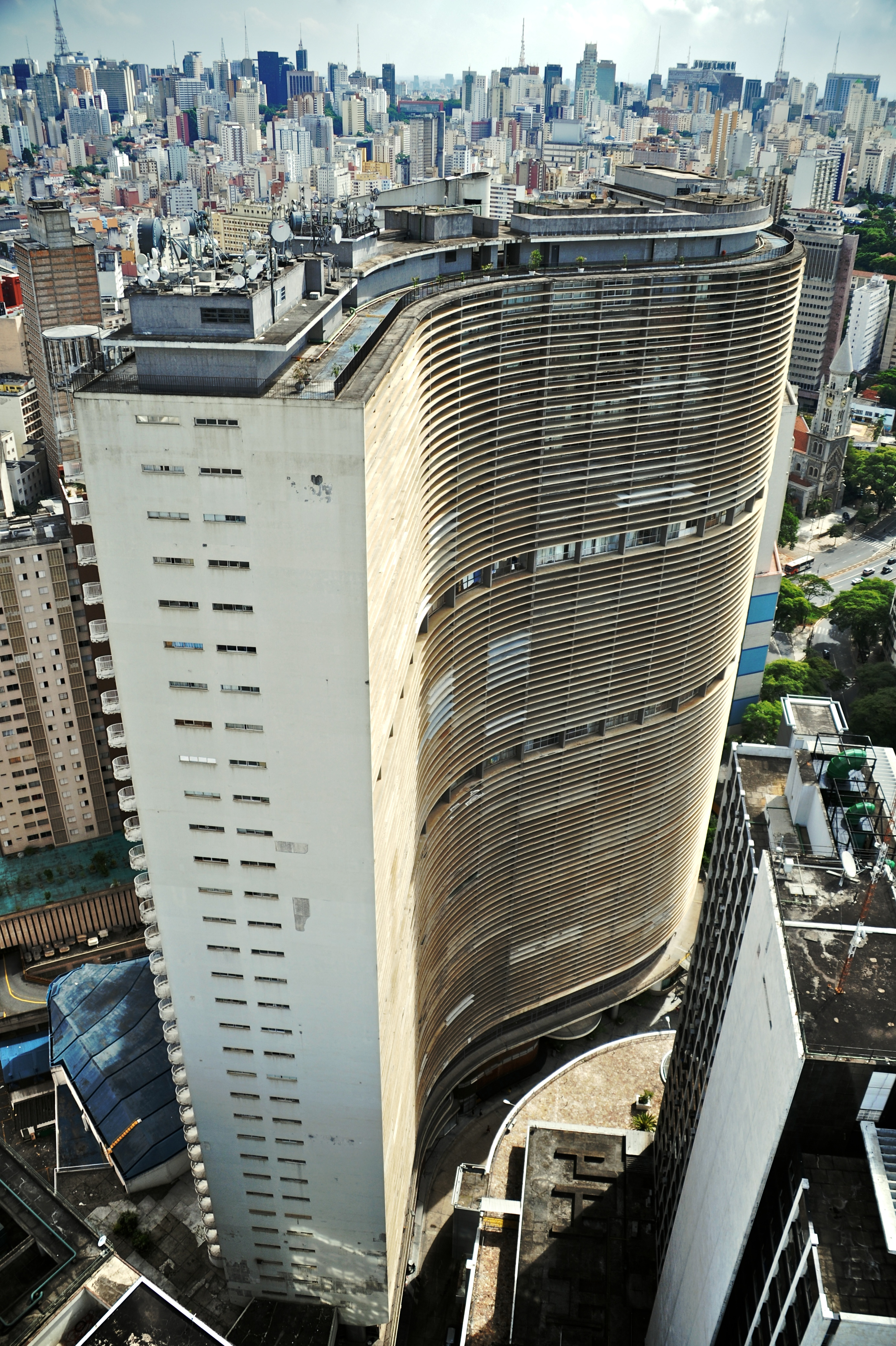
Copan-Gebäude

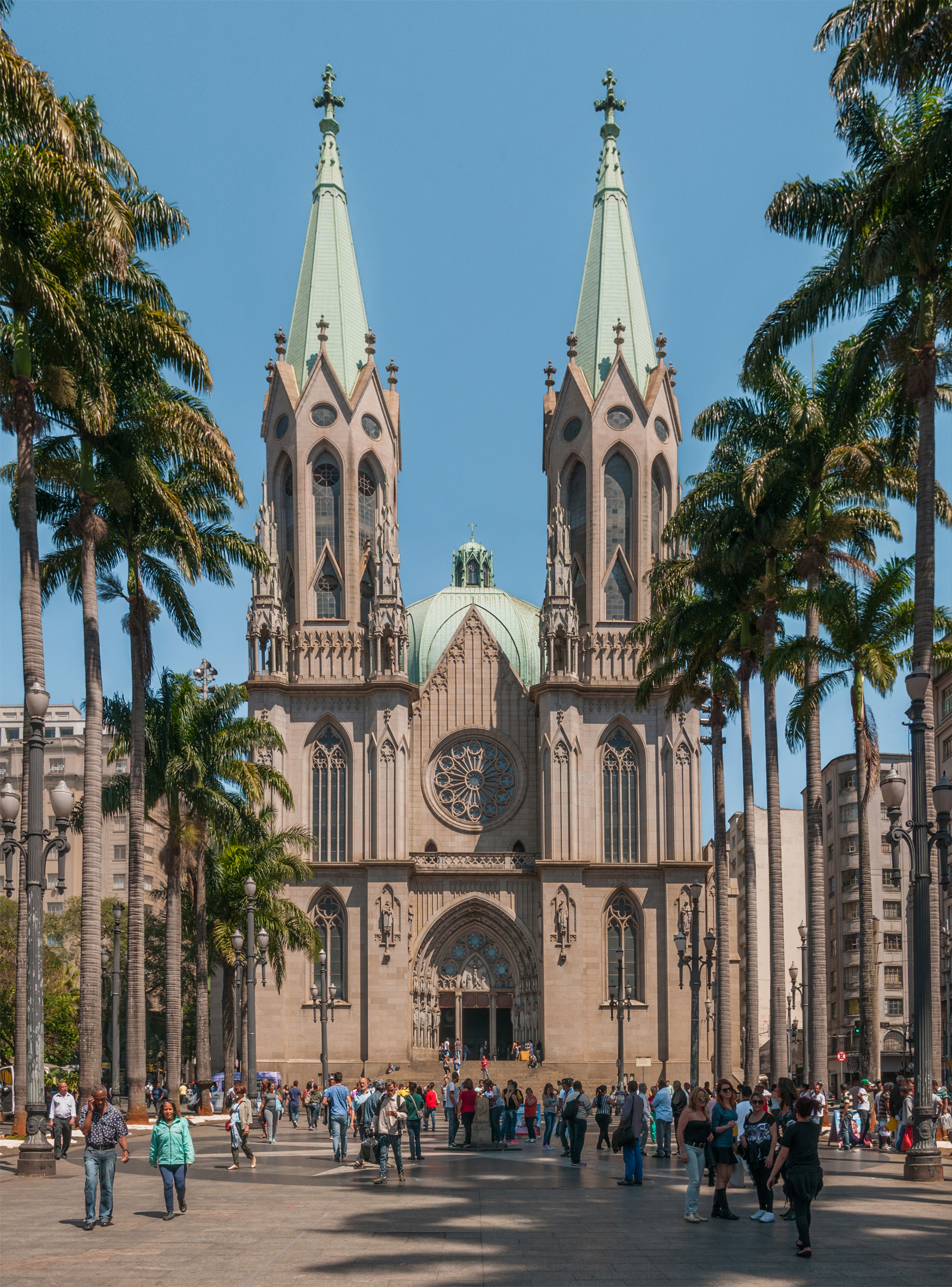
Dom „Catedral da Sé“

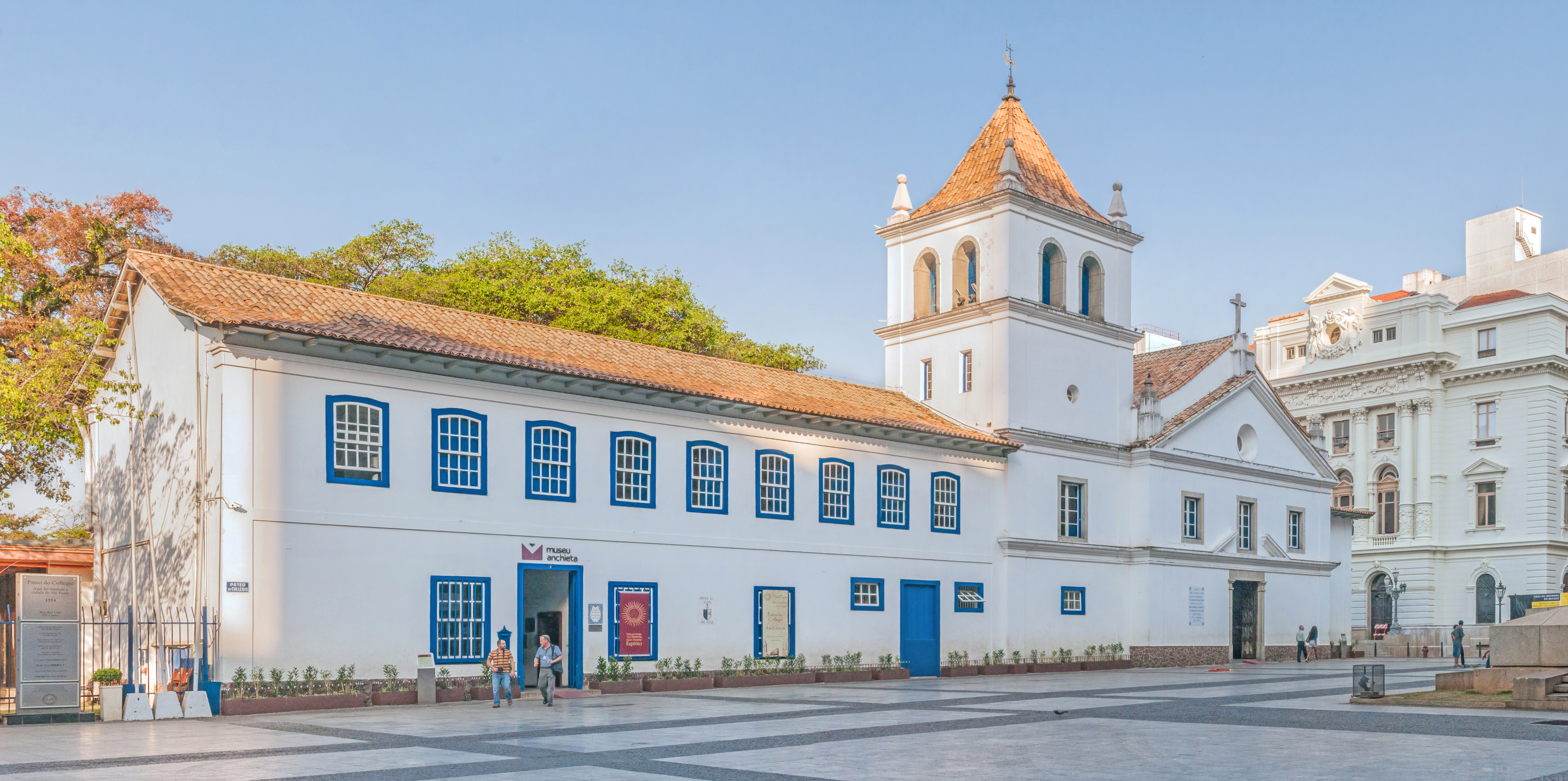
Das Pátio do Colégio

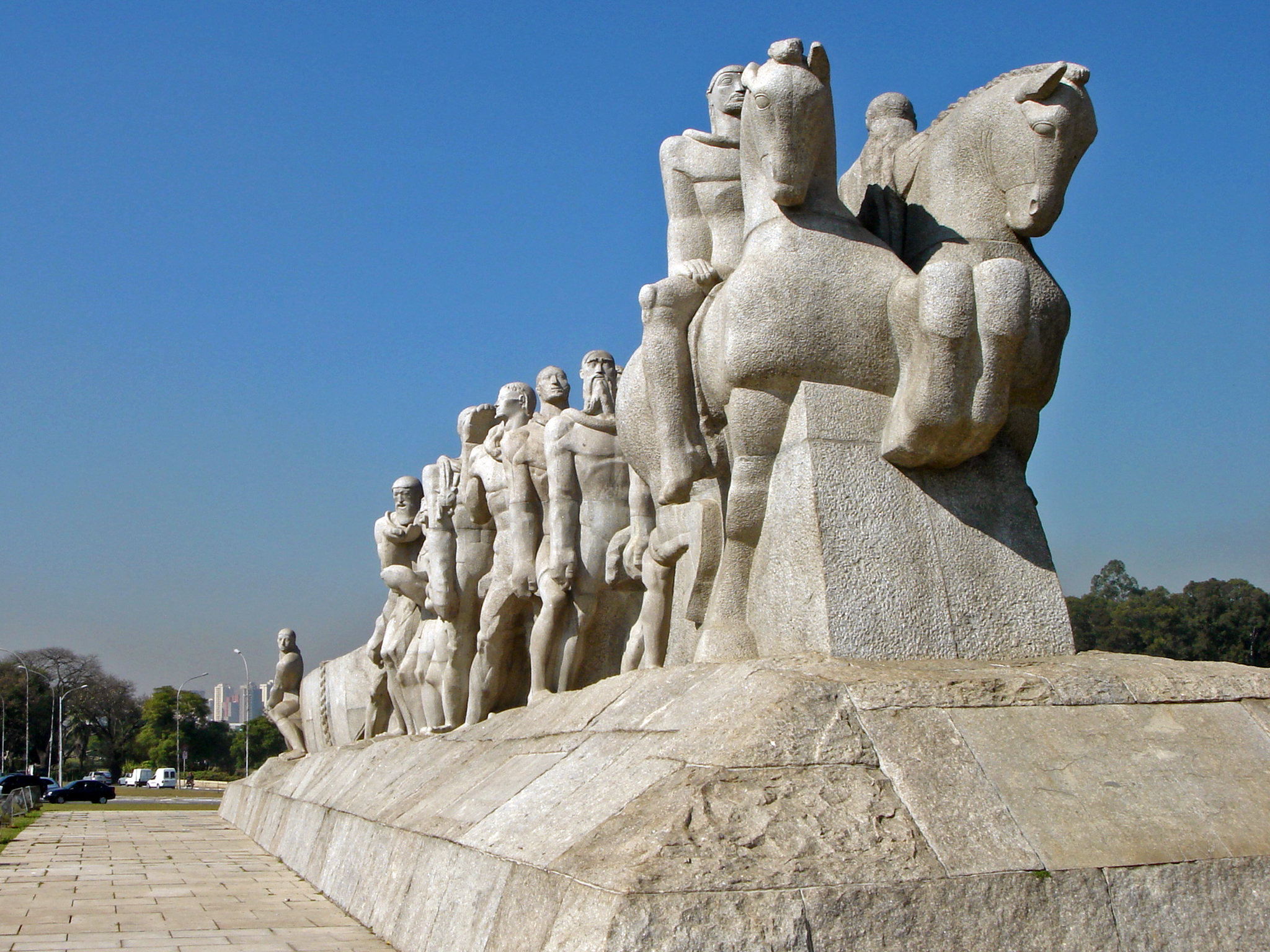
Das Bandeirantes-Monument

Anders als das wohlbekannte Rio de Janeiro wird São Paulo üblicherweise nicht als Touristenort betrachtet. Seine Attraktionen bleiben häufig unter dem städtischen Chaos verborgen. Das Stadtbild von São Paulo wird von vielen Hochhäusern geprägt, die aber bei weitem nicht so hoch sind wie in Manhattan. Das höchste Hochhaus in São Paulo ist das 170 Meter hohe Mirante do Vale (bis 1988 Palacio Zarzur Kogan genannt), das zweithöchste mit 168 Meter das Edifício Itália, welches auch über ein Panoramarestaurant verfügt. Das größte Wohnhaus der Welt ist das Copan von Oscar Niemeyer mit ca. 5000 Bewohnern in 1160 Wohneinheiten (26 bis 350 m²) in 36 Stockwerken in sechs eigenständigen Blocks. Ein weiterer Aussichtspunkt befindet sich auf dem Edifício do Banespa.
Mindestens zwei große Brandkatastrophen ereigneten sich in diesen Hochhäusern, und zwar 1972 im Andraus-Hochhaus und 1974 im Joelma-Hochhaus.
Viele Immigrantengruppen aus aller Welt haben die Stadt geprägt und einzelnen Stadtteilen ihre Charakteristik gegeben. São Paulo wird von manchen daher in ihrem multikulturellen Charakter mit New York City verglichen. Es gibt wesentliche portugiesische, italienische, deutsche, japanische und libanesische Einflüsse.
Die größte Kirche der Stadt ist die im neogotischen Stil errichtete Catedral da Sé, mit deren Bau 1913 begonnen wurde und die erst 1954 eingeweiht wurde. Sie hat ein Fassungsvermögen von 8000 Personen, eine Länge von 110 Metern und eine durchschnittliche Breite von 46 Metern. Ihr Mittelschiff wölbt sich mehr als 30 Meter in die Höhe und ihre beiden Türme sind 92 Meter hoch. Die italienische Orgel ist die größte Südamerikas. In der Krypta sind die sterblichen Überreste des Indianerhäuptlings Tibiriçá und die des Paters Diogo Antônio Feijó, des „Regente Feijó“ (1784–1843), untergebracht.
Das „Solar da Marquesa de Santos“ wird als das letzte Exemplar einer urbanen Wohngebäude-Architektur aus dem 18. Jahrhundert im Zentrum von São Paulo angesehen. Das alte Gebäude aus Taipa (Holzgerüst, verkleidet mit von Häcksel durchsetztem Lehm) ist 1843 von der Gräfin gekauft und in eine der aristokratischsten Residenzen von São Paulo umgebaut worden – es war auch unter dem Namen „Palacete do Carmo“ bekannt. Gegenwärtig beherbergt es die Sammlung des „Museu da Cidade“.
Nahe dem Stadtzentrum liegt der „Mercado Municipal“, die alten Markthallen von São Paulo, auch unter dem Namen „Mercado Central“ bekannt. Die kürzlich vollständig renovierten überdachten Hallen sind 1933 eröffnet worden. Sie haben eine Innenraumhöhe von zehn Metern, runde Stützsäulen und schöne, aus Deutschland eingeführte Glasfenster mit landwirtschaftlichen Motiven. Die Markthallen sind ein wichtiges Zentrum zum Einkaufen und Zeitvertreib, mit einer großen Auswahl an Produkten, von Gemüsen und Früchten bis zu Gewürzen und exotischen Delikatessen, die in ganz São Paulo nur dort käuflich zu erwerben sind. Er ist außerdem der einzige Markt, auf dem man bestimmte Früchte stets auch außerhalb der Saison kaufen kann.
Im Stadtteil Ipiranga liegt das „Museu Paulista“, auch „Museu do Ipiranga“ genannt, inmitten des „Parque Independência“ (Unabhängigkeitspark), einer an die Gärten von Versailles angelehnten Gartenanlage mit dem Monument der Unabhängigkeit und der „Casa do grito“, dem Haus, nahe dem 1822 die Unabhängigkeit ausgerufen wurde.
In der Umgebung der Stadt ist die 1866 eröffnete „Schienenseilbahn Paranapiacaba“ (Serra Incline) in Paranapiacaba an der durch das Küstengebirge „Serra do Mar“ führenden Bahnstrecke Santos–Jundiaí eine viel besuchte Sehenswürdigkeit. Diese 10 Kilometer lange Anlage war bis 1982 betriebsfähig. Am oberen Ende besteht heute ein Eisenbahnmuseum. Die Steigung wird heute durch eine Zahnradbahn überwunden, auf der aber kein Personenverkehr besteht.
Derzeit werden im Süden der Stadt die Company Business Towers errichtet, die das höchste Gebäude Brasiliens sein werden.

### Parks

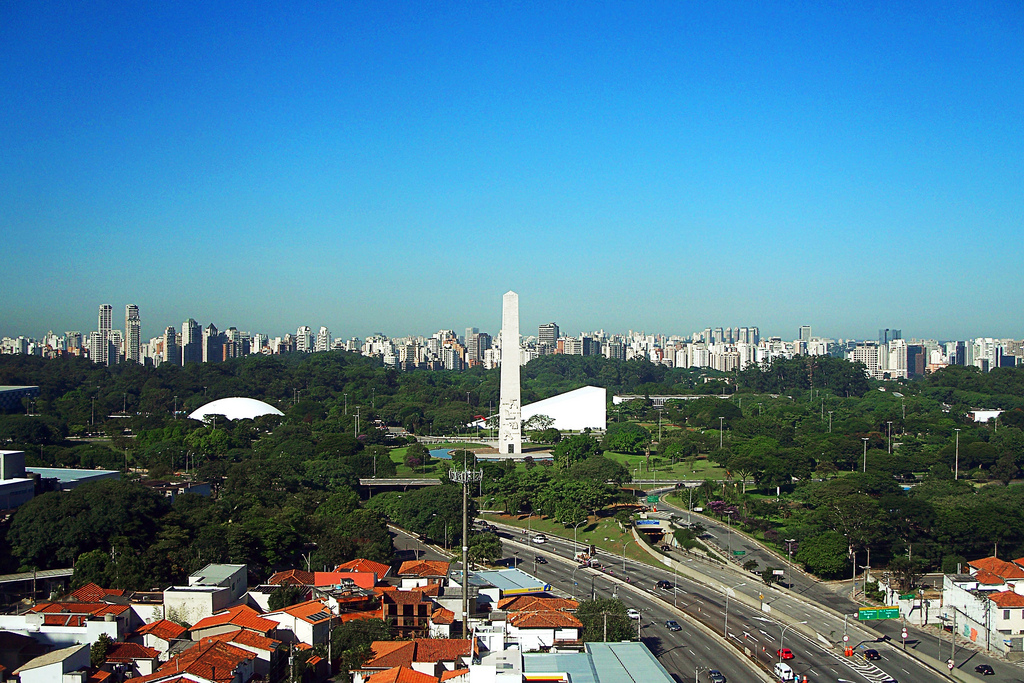
Ibirapuera-Park

Der Parque do Ibirapuera ist der interessanteste Park der Stadt. Er bietet auf einer Fläche von 1,584 Quadratkilometern neben gestalteten Gärten und Seen auch Kultur, zum Beispiel das Planetário, ausgerüstet mit den modernsten Geräten der Weltraumforschung.
Ibirapuera ist zweifellos eine der wichtigsten Grünanlagen São Paulos, sie wurde im Jahre 1954, anlässlich der 400-Jahr-Feier der Stadtgründung, eingeweiht. Vom Landschaftsarchitekten Roberto Burle Marx angelegt, sind im Park die wichtigsten, einheimischen Gewächse Brasiliens versammelt. Bei der Gestaltung der Pflanzungen wurde explizit darauf geachtet, indigene Pflanzen anstelle von importierten Arten zu verwenden. Der Park wird oft auch als São Paulos „Central Park“ bezeichnet und ist sonntags eines der Hauptausflugsziele der Paulistanos.
Auf dem Gelände befinden sich neben einer Anzahl Museen der „Velódromo“, ein Parcours für Fahrrad- und Motorrad-Rennen, ein mit Aluminium überdachtes Stadion für Hallensport, mit Platz für 20.000 Zuschauer, der Pavilhão Japonês, ein japanischer Pavillon, original aus Japan importiert, mit einem Salon für die Tee-Zeremonie und viele Fuß- und Radwege.
Der Zoo São Paulo besteht seit 1958.

### Sport

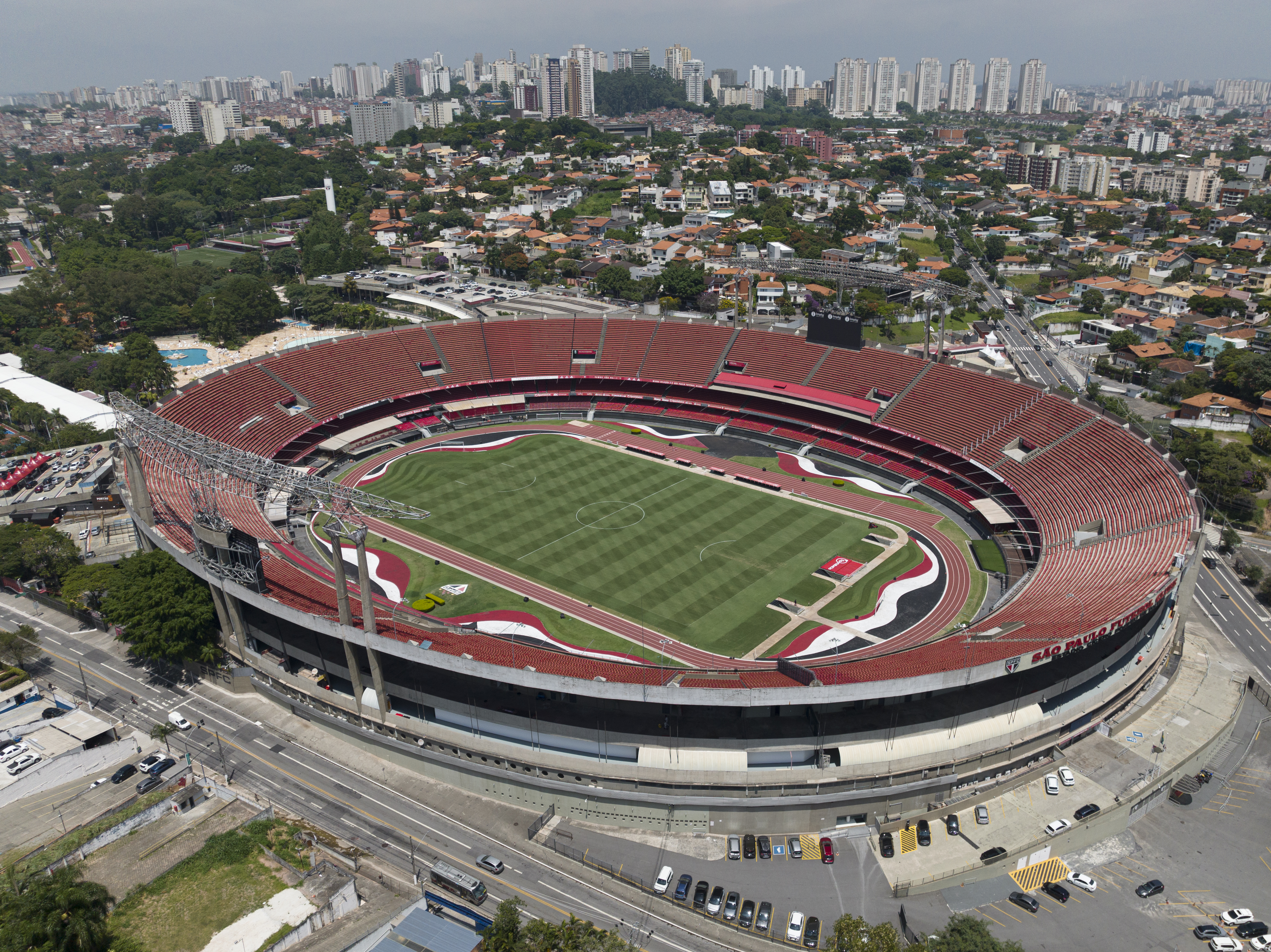
Morumbi-Stadion

Fußball ist in Brasilien Nationalsport und São Paulo ist eine der Fußballhochburgen des Landes. In der Stadt befindet sich das Morumbi-Stadion, das mit einer Kapazität von ca. 67.000 Zuschauern der Spielort des Fußballvereins FC São Paulo, des sechsmaligen Landesmeisters von Brasilien ist. Die Anhänger des FC São Paulo nennt man gemeinhin „são-paulinos“ oder, wegen der einfacheren Aussprache, auch „sanpaulinos“.
Weitere bekannte Fußballmannschaften der Stadt sind der zehnfache Landesmeister SE Palmeiras, Spielort Allianz Parque (Kapazität 43.600 Zuschauer) sowie der siebenfache Landesmeister SC Corinthians Paulista, Spielort Arena Corinthians (Kapazität 48.000 Zuschauer).
Ein weiterer Fußballverein aus São Paulo ist Portuguesa São Paulo. Die Mannschaft spielt im Caninde-Stadion mit einer Kapazität von 27.500 Zuschauern. Daneben gibt es noch eine Reihe von kleineren Vereinen, von welchen mit Sicherheit der CA Juventus der kurioseste ist. Da sich die italienischen Einwandererbrüder Crespi nicht auf einen gemeinsamen Nenner für den von ihnen gegründeten Klub einigen konnten, nahmen sie kurzerhand den Namen von Juventus Turin und die Farben des Stadtrivalen FC Turin. Clube Atletico Juventus spielt im traditionsreichen Rua Javari Stadion (Kapazität 9.061 Zuschauer).
Neben Fußball sind auch Volleyball, Tennis und Autorennsport in São Paulo sehr beliebt. Seit 1990 gastiert jährlich die Formel 1 auf dem Autódromo José Carlos Pace. So stammen mit Chico Landi (1907–1989), Ayrton Senna (1960–1994), Rubens Barrichello und Felipe Massa einige der ehemals besten Formel-1-Rennfahrer aus der Stadt. Neue Aktivsportarten wie beispielsweise Surfen, Windsurfen und Drachenfliegen finden in São Paulo, wo die nicht weit entfernte lange Küste und das günstige Klima hervorragende Bedingungen bieten, einen ständig wachsenden Zuspruch. Für Aerobic, Bodybuilding und Gerätegymnastik stehen zahlreiche Fitnessstudios zur Verfügung.
In São Paulo findet seit 1925 mit dem Corrida Internacional de São Silvestre einer der weltweit bekanntesten Silvesterläufe statt.

### Regelmäßige Veranstaltungen

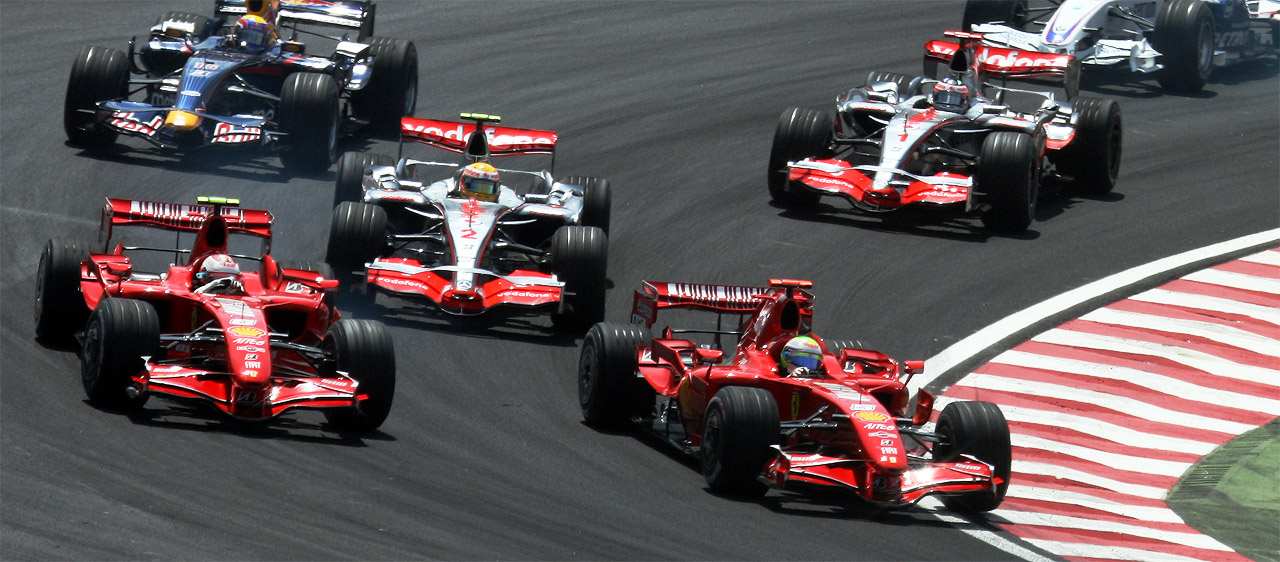
Formel-1-Rennen auf der Rennstrecke in Interlagos (2007)

Der Karneval in São Paulo beginnt offiziell am Freitag vor Aschermittwoch und ist eine der Hauptattraktionen der Stadt. Die vielfarbige Parade der Sambaschulen gehört zu den größten Paraden der Welt. Die meisten der prächtig kostümierten Teilnehmer haben das ganze Jahr über hart gearbeitet, um sich die Kostüme leisten zu können, die sie hier für nur wenige Stunden tragen. Organisiert wird der Karneval von sogenannten Samba-Schulen – den „Escolas de Samba“.
Jede „Escola de Samba“ wählt jährlich ein bestimmtes Thema, entsprechend werden dann die Festwagen dekoriert, und die Kostüme darauf abgestimmt. Danach werden Einzelheiten, wie Rhythmus, Choreografie, Präsentation und Zusammenspiel der Gruppe festgelegt, diese Elemente werden dann auch von Preisrichtern beurteilt. Die Paraden beginnen am Abend und dauern pro Festtag etwa zwölf Stunden. Das bedeutet, dass die letzten zwei Paraden bereits am nächsten Morgen durchgeführt werden.
Im Frühjahr findet mit der Parada do orgulho GLBT in São Paulo die größte Homosexuellenparade der Welt statt. Bis zu zwei Millionen Menschen, unter ihnen viele Heterosexuelle, nehmen jedes Jahr an der farbenfrohen Veranstaltung mit Lautsprecherwagen, Techno- und Sambarhythmen teil. Regelmäßige Teilnehmer an der Veranstaltung sind auch der Bürgermeister der Stadt sowie Politiker verschiedener Parteien.
Ein weiteres Großereignis ist im Herbst der „Große Preis von Brasilien“ im Formel-1-Rennsport. Jedes Jahr treffen sich im Autódromo José Carlos Pace bei hohen Temperaturen und hoher Luftfeuchtigkeit die besten Rennfahrer der Welt. Die am 12. Mai 1942 fertiggestellte kurvenreiche Rennstrecke ist extrem uneben und gehört für die Fahrer zu den anspruchsvollsten Strecken der Welt. Benannt ist der in Interlagos, einem Vorort von São Paulo, gelegene Kurs nach dem am 18. März 1977 bei einem Flugzeugabsturz getöteten Rennfahrer José Carlos Pace.
In der Stadt findet seit 1951 die Weltkunstmesse „Biennale von São Paulo“ statt, die zweitgrößte Kunstbiennale, ab 1973 auch die „Internationale Architekturbiennale von São Paulo“ (BIA).
Andere typische Festivals und Veranstaltungen sind:
- Januar
  - The São Paulo Fashion Week (SPFW) – Die größte Veranstaltung der Mode in Lateinamerika.
- März
  - É Tudo Verdade – Dokumentarfilm-Festival.
- April
  - X-Games – Brasilien – Extremsport-Wettbewerb.
- Mai
  - Skol Beats – Musikfestival.
  - Grande Prêmio São Paulo de Turfe – Reitsport-Wettbewerb.
- Juni
  - Sankt Vitus Festival (Festival de São Vito) – Italienisches Festival.
  - São Paulo's International Marathon.
- Juli
  - Anima Mundi – International Animation Film Festival.
  - Japan Festival.
- August
  - Achiropita Festival – Italienisches Festival (Stadtteil: Bixiga).
- Oktober
  - Brooklinfest – Brasilianisches Oktoberfest (Stadtteil: Brooklin Paulista).
- Unterschiedlich
  - Streets of São Paulo als das Eröffnungsrennen der IndyCar Series.
  - Feicorte – Internationale Messe für die Fleischproduktion.
  - FIEPAG – Internationale Fachmesse für die Papier- und Grafikindustrie.
  - CIOSP – Internationale Fachmesse für Zahntechnik.
  - Expomusic – Musikfachmesse.
  - Feira do Circuito das Malhas – Winterkleidungsbasar.
  - In-Edit Brasil – International Music Documentary Festival.
  - Batuka! – Trommlerfestival, mit Workshops und nationalem Wettbewerb.
  - Brasil Pack – Internationale Verpackungsfachmesse.
  - Festa de Vila Zelina – Russisches, ukrainisches und osteuropäisches Festival (Stadtteil: Vila Zelina).
  - Bolivian Arts and Culture Festival.
  - Silvesterabend auf der Paulista-Allee.

### Gastronomie
Die internationale Küche wird, in den meisten Fällen, mit brasilianischer Eigenart zubereitet. Zu den mehr als tausend Gaststätten gehören deutsche, arabische, französische, japanische, thailändische, griechische, polnische, indische, skandinavische, spanische, jüdische, italienische, portugiesische, vietnamesische und vegetarische Restaurants, wie auch Pizzerias, Churrascarias und andere.
Das Nachtleben ist sehr angeregt und hat mit zahlreichen Cafés, Scotch-Bars, Discotheken, Pubs und Bierhallen eine große Auswahl an Alternativen anzubieten. Es konzentriert sich um die vornehmen Stadtviertel Vila Olímpia, Morumbi, Moema und Jardins, das Consulado da Cerveja in Santana ist bekannt für seine Pagode-Shows namhafter Künstler und Gruppen wie Netinho de Paula oder beispielsweise Grupo Revelação. Das ganze Jahr über gibt es gute Kulturprogramme.
Die Einwohner São Paulos sind sehr große Rindfleischliebhaber. Es gibt zwei Grundarten der Bedienung: in Einzelportionen oder als Rodízio, bei dem der Gast kontinuierlich unterschiedliche Fleischsorten serviert bekommt, vorwiegend Rindfleisch.
In São Paulo gibt es zahlreiche Lokale mit regionalen brasilianischen Spezialitäten, wo Gerichte aus dem Landesinneren des Bundesstaates Minas Gerais serviert werden, einzigartig in ganz Brasilien. Ausgezeichnet schmecken das „Tutu de Feijão“ (Bohnentopf), der „Torresmo“ (Schweinefleisch), die „Linguiça de Porco“ (Schweinswurst) und verschiedene Süßspeisen aus tropischen Früchten.

## Wirtschaft

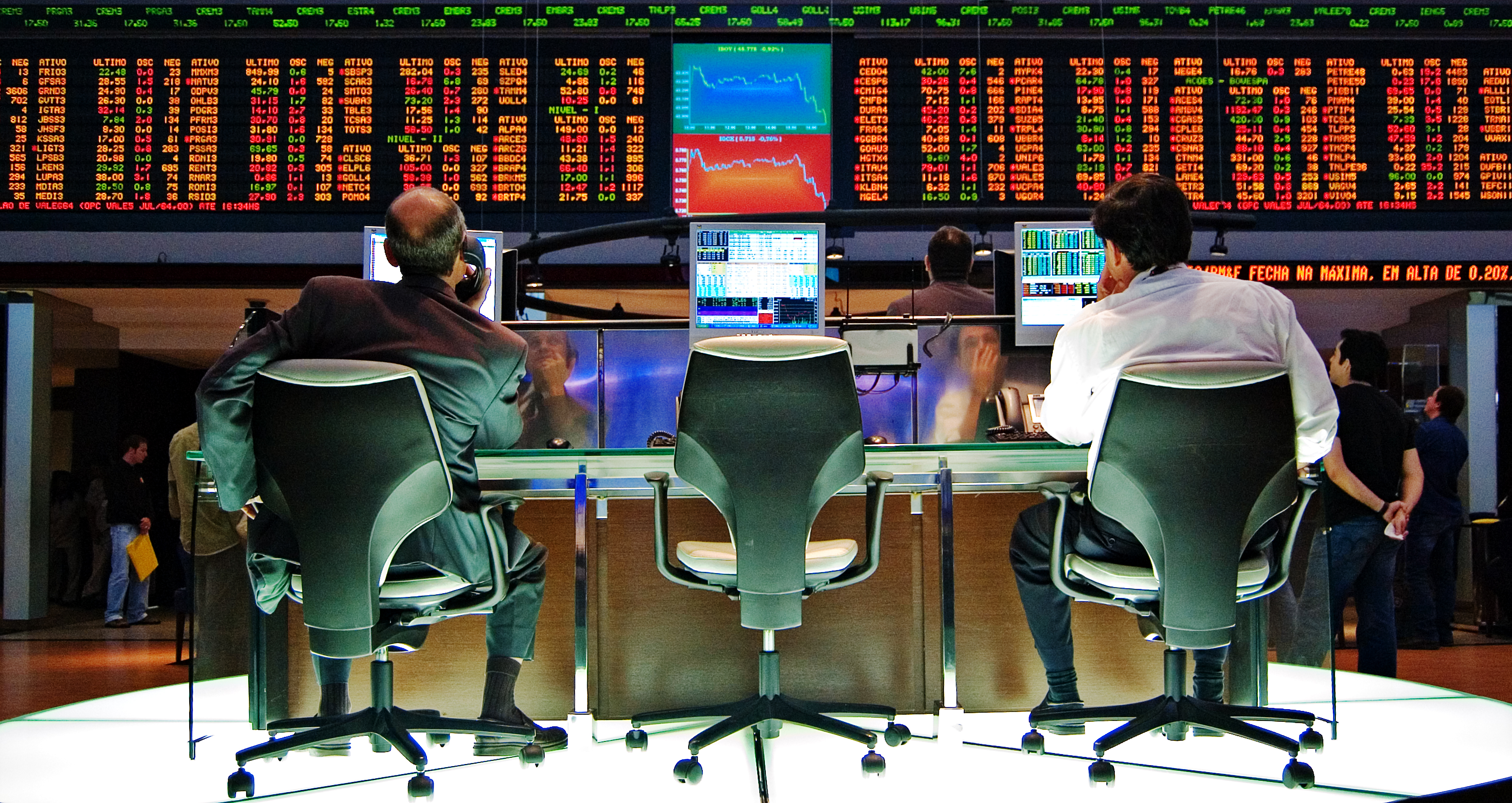
Bovespa

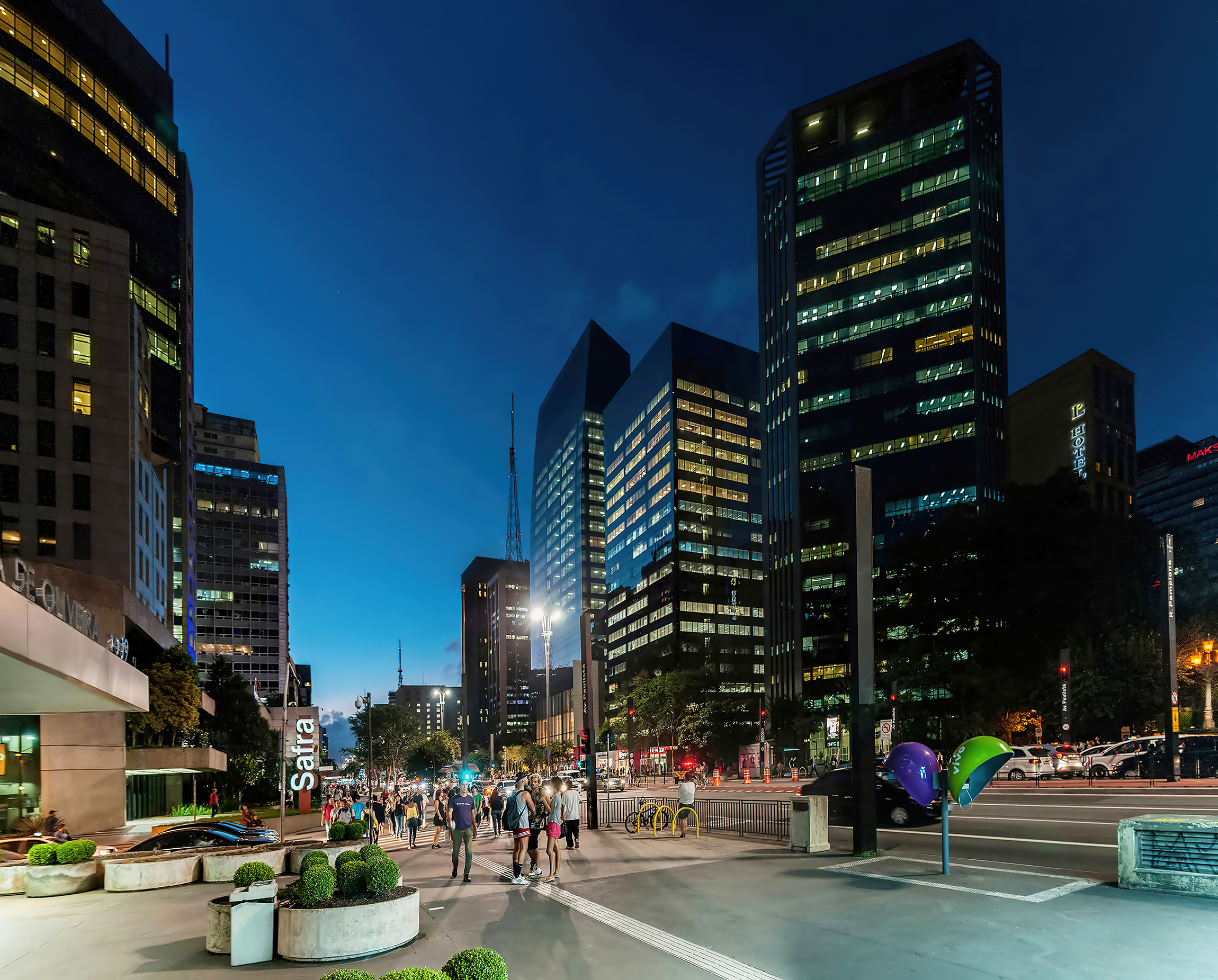
Avenida Paulista

São Paulo war bereits seit den 1920er Jahren die führende Industrieregion des Landes. Es hatte diese Position aufgrund seiner industriellen Standortvorteile und im Rahmen der importsubstituierenden Industrialisierung bis Anfang der 1960er Jahre noch erheblich ausgebaut. Damals erfolgte 74 Prozent der nationalen industriellen Wertschöpfung in der Metropole São Paulo. Der Fahrzeugbau war dort sogar zu 82 Prozent angesiedelt.
In den 1970er-Jahren hat das sogenannte brasilianische Wirtschaftswunder mit dem wachstumsorientierten ökonomischen Entwicklungsmodell einen Verstärkungs- und Konsolidierungseffekt hervorgebracht. Inzwischen sind diese hohen Anteile durch die seit den 1970er Jahren erfolgte Entwicklung anderer Industriestandorte, die industrielle Dezentralisierung in São Paulo und die allgemeine Verbesserung der Infrastruktur im Südosten und Süden Brasiliens deutlich abgesunken. Grande São Paulo ist aber weiterhin mit großem Abstand der bedeutendste Industriestandort Brasiliens.
Die Metropolregion São Paulo ist nicht nur das führende Wirtschaftszentrum des Landes, sondern auch das größte industrielle Ballungsgebiet Lateinamerikas und einer der wichtigsten Industriestandorte der Welt. Fahrzeug- und Maschinenbau, Textil-, Metall- und Nahrungsmittelindustrie sind nur einige der Industrien, die sich in der Region angesiedelt haben. Die landwirtschaftlichen Erzeugnisse (besonders Kaffee) aus dem Landesinneren werden über den nahe gelegenen Hafen Santos exportiert. In der Stadt befindet sich die einzige Börse Brasiliens, die Bovespa (Bolsa de Valores de São Paulo). Sie wurde am 23. August 1890 an der Rua 15 de Novembro gegründet und 1966 privatisiert. Die Bovespa ist mit einem Marktanteil von 70 Prozent der größte Handelsplatz für Aktien in Lateinamerika.

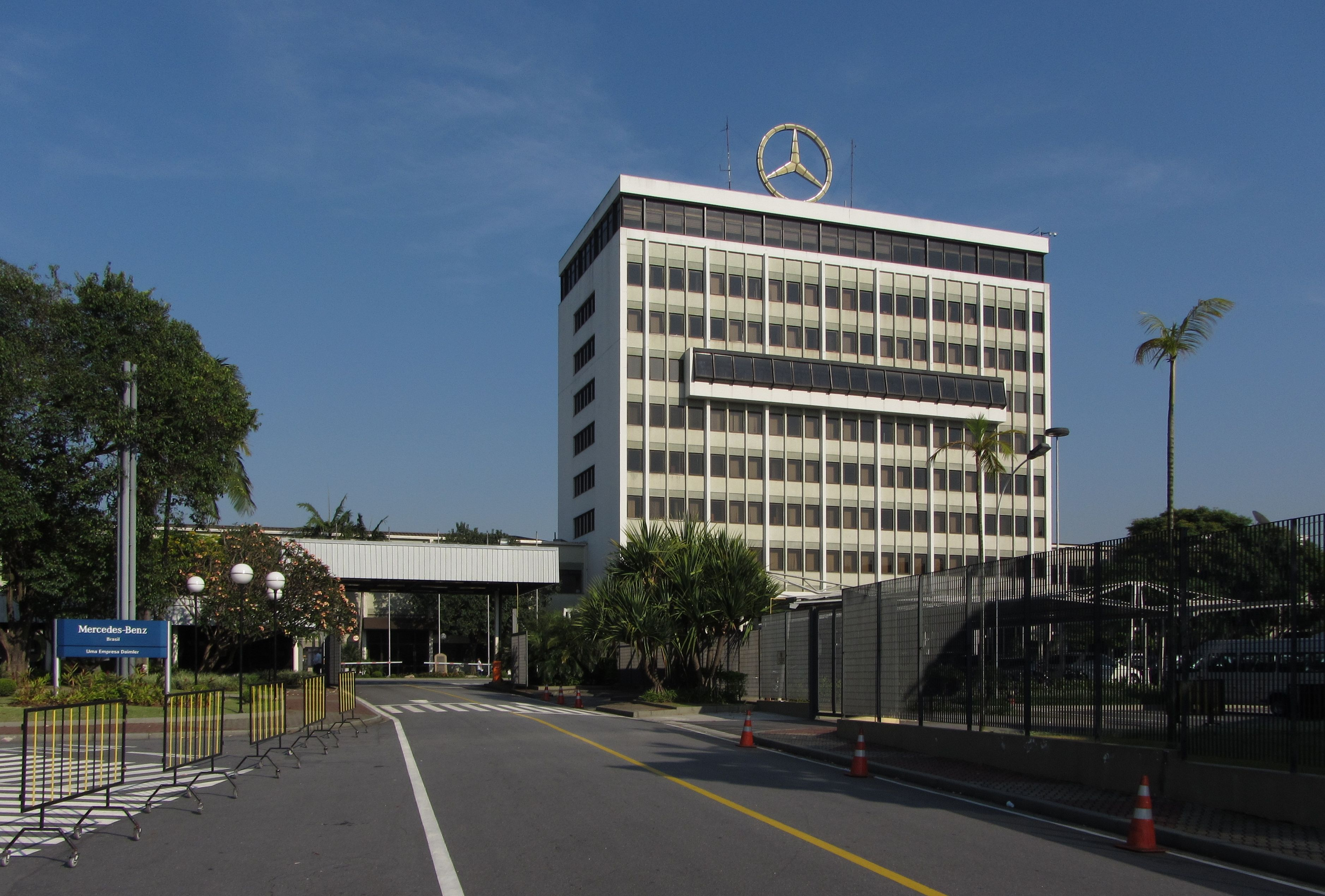
Verwaltungsgebäude Mercedes-Benz do Brasil

In São Paulo sind zahlreiche internationale Konzerne vertreten. Nahezu alle bedeutenden deutschen Großunternehmen haben eine brasilianische Niederlassung in der Stadt. Wegen der Präsenz von rund 1000 deutschen Unternehmen mit 230.000 Mitarbeitern wird São Paulo nach der Anzahl der Beschäftigten dieser Betriebe als die „größte deutsche Industriestadt“ bezeichnet. Volkswagen do Brasil (20.000 Beschäftigte und 8,1 Milliarden US-Dollar Umsatz) und Mercedes-Benz do Brasil (13.000 Beschäftigte und 4,5 Milliarden US-Dollar Umsatz) waren 2006 unter den größten industriellen Arbeitgebern Brasiliens. Im benachbarten São Bernardo do Campo produziert Scania, mehrheitlich im Besitz des Volkswagen-Konzerns, Motoren, Achsen, Getriebe sowie Lkw und Busse auch für den Export. Dort ist auch das zum Geschäftsfeld Daimler Trucks gehörende Werk der Daimler AG, das leichte und mittelschwere Mercedes-Benz-Lkw und Busse fertigt.
Laut einer Studie aus dem Jahr 2014 erwirtschafte der Großraum São Paulo ein Bruttoinlandsprodukt von 430,5 Milliarden US-Dollar (KKB). In der Rangliste der wirtschaftsstärksten Metropolregionen weltweit belegte er damit den 15. Platz. Das BIP pro Kopf betrug 20.650 US-Dollar. Der Ballungsraum São Paulo stellt 30 Prozent des industriellen Produktionswerts des Landes und etwa ein Drittel aller Beschäftigten in der Industrie Brasiliens. In der Umgebung der Stadt werden heute etwa 50 Prozent aller Baumwolle des Landes, 62 Prozent seines Zuckers, 50 Prozent aller Fruchtexporte und 30 Prozent des Kaffees produziert. São Paulo liefert rund 90 Prozent von Brasiliens Kraftfahrzeugen, 65 Prozent an Papier und Zellulose sowie 60 Prozent aller Maschinen und Werkzeuge. Die Stadt ist aber auch für 60 Prozent des gesamten Energieverbrauchs des Landes verantwortlich und Hauptsitz vieler Unternehmen der brasilianischen Solarindustrie. In São Paulo werden 33 Prozent aller Exporte Brasiliens und 40 Prozent aller Importe abgewickelt – die meisten dieser Güter werden über den Hafen in Santos verschifft.

## Infrastruktur

### Fernverkehr

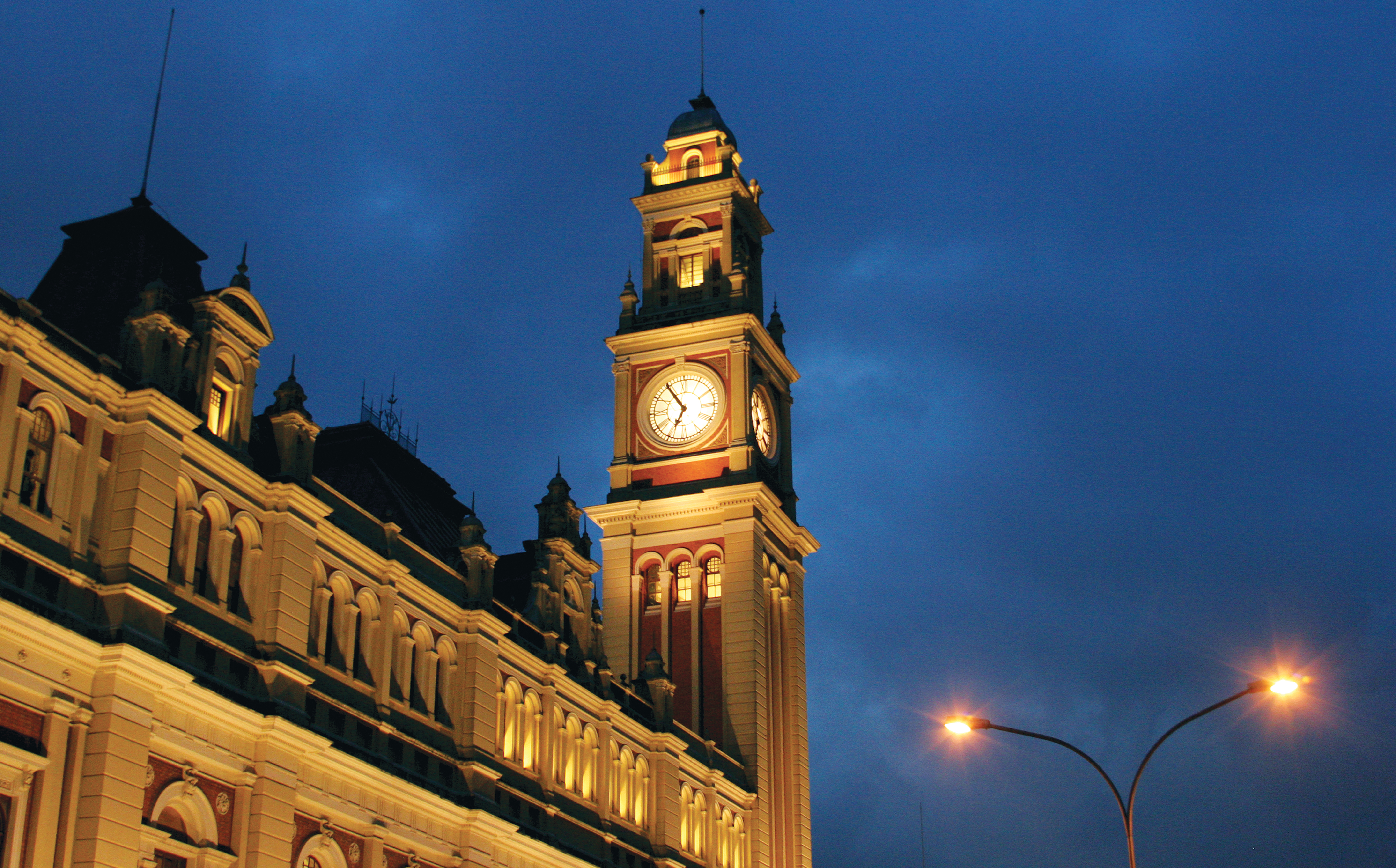
Bahnhof „Estação da Luz“ – englischer Bau aus dem 19. Jahrhundert

São Paulo ist ein wichtiger Verkehrsknotenpunkt mit Flughäfen, Eisenbahnstrecken und Autobahnen. Die Stadt besitzt zwei große Flughäfen, den Aeroporto Internacional de São Paulo/Guarulhos (GRU) und den Aeroporto Internacional de Congonhas/São Paulo (CGH). Letzterer wird ausschließlich für Inlandsverkehr genutzt, unter anderem für die „Luftbrücke“ Rio de Janeiro – São Paulo, die teilweise im 10-Minuten-Takt bedient wird. Ebenfalls zum Einzugsgebiet von São Paulo zählt der rund 100 Kilometer nordwestlich gelegene internationale Flughafen Viracopos.
Der Flughafen Guarulhos ist der größte internationale Flughafen in Lateinamerika. 39 Fluggesellschaften aus 28 verschiedenen Ländern bieten 500 Flüge täglich an. Insgesamt 370 Unternehmen, darunter 60 Geschäfte, verteilen sich auf einer Fläche von 14 Quadratkilometern. Die beiden Terminals haben eine Kapazität von 29 Millionen Fluggästen pro Jahr. Im Jahr 2007 hat der Flughafen 18,5 Millionen Fluggäste und 230.995 Flugzeuge abgefertigt. Der Flughafen soll im Rahmen des Erweiterungsprojektes direkt ans Metronetz angeschlossen werden.
Der Flughafen Congonhas befindet sich südlich des eigentlichen Stadtzentrums in der Nähe des Ibirapuera-Parks. Hier wird der größte Teil des Inlandverkehrs abgewickelt. Außerdem gibt es noch den Flughafen Campo de Marte, unmittelbar nördlich des Rio Tietê, auf den Billigfluggesellschaften und Charterlinien ausweichen um Kosten zu sparen.
São Paulo soll gegenwärtig den größten Hubschrauberverkehr weltweit haben. Verlässliche Quellen hierzu gibt es jedoch nicht. Wer es sich leisten kann, umgeht die prekäre Verkehrssituation und die hohe Kriminalität per Hubschrauber. In der Stadt befinden sich über 200 Helikopter-Landeplätze.
Am 1. Januar 1867 bekam São Paulo Anschluss an die Eisenbahn. Die Strecke Santos–Jundiaí verbindet die Stadt heute, die bis dahin durch Flüsse und Gebirgszüge isoliert war, mit der Küste. Hierbei hat sie große Steigungen zu überwinden, wofür früher die Schienenseilbahn Paranapiacaba und heute eine Zahnradbahn verwendet wird. Dadurch ist die Integration einer der ganz wenigen größeren Städte Lateinamerikas, die nicht an der Küste liegen, in die atlantischen Handelsrouten möglich geworden. Die Eisenbahn ist heute wegen geringer Investitionen in die Infrastruktur relativ langsam und wird nur von wenigen Menschen genutzt. So dauert die Fahrt auf der wichtigen 373 Kilometer langen Strecke nach Rio de Janeiro etwas weniger als zehn Stunden; der Bahnbetrieb für den Personenverkehr (trem de prata) ist inzwischen eingestellt worden. Das Projekt Trem Intercidades sieht den Ausbau von zwei Strecken für Regionalexpress-Züge vor. Der erste zu bauende Abschnitt ist São Paulo–Campinas.

### Privater Nahverkehr

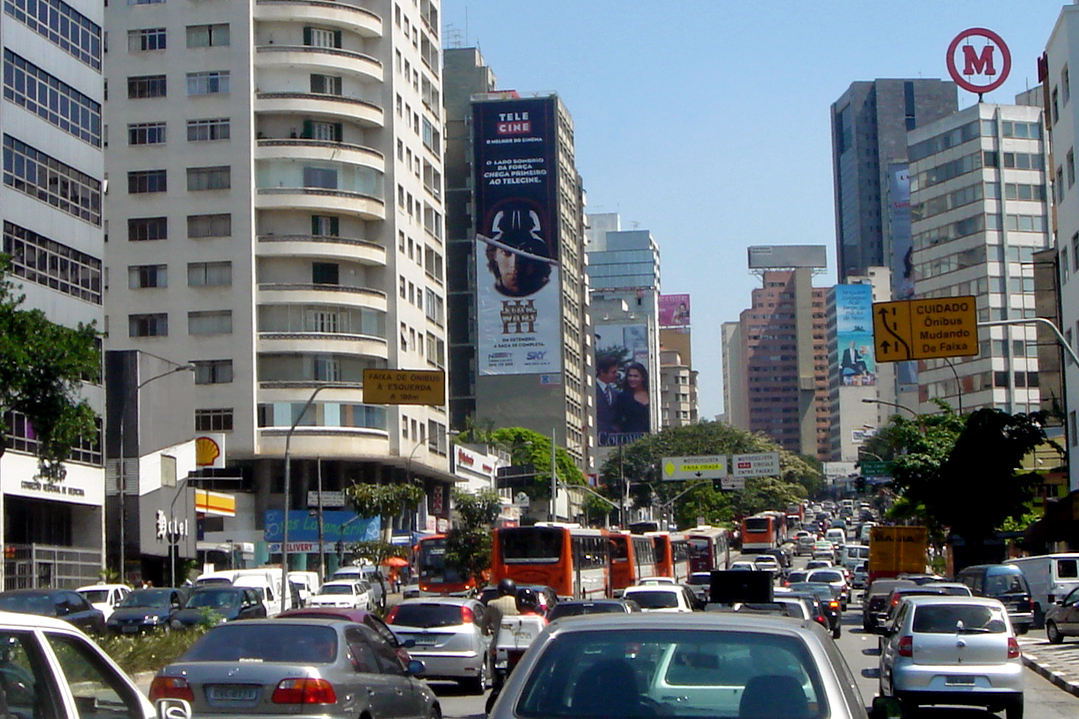
Verkehrsstau

Vor schwierigste Probleme ist São Paulo durch die Situation im Straßenverkehr gestellt. Staus und chaotische Verkehrsverhältnisse, die bei Starkregen zum völligen Zusammenbruch des Straßenverkehrs führen können, sind trotz einer Ringstraße um den alten Stadtkern, großen Straßendurchbrüchen, Straßentunnels und dem Ausbau der großen Ausfallstraßen an der Tagesordnung. Der Kraftfahrzeugbestand (PKW, LKW, Omnibus) hatte sich im Jahr 2011 seit 1970 auf 7 Millionen mehr als versiebenfacht. Das Netz an befestigten Straßen hat in diesem Zeitraum von 14.000 km auf 17.000 km zugenommen. Stoßstange an Stoßstange würde der Kraftfahrzeugbestand São Paulos eine Kette von 26.000 Kilometern ergeben. Im Jahre 2007 zirkulierten in der Metropole täglich 15.000 Omnibusse und Kleinbusse, 35.000 Taxis sowie 500.000 Motorräder mit hohem Schadstoffausstoß.
Etwa 2½ Stunden täglich beträgt im Normalfall die durchschnittliche Wegezeit der Beschäftigten in Grande São Paulo. Bei der heutigen Verkehrsdichte und einem hohen Anteil von Schwerlastverkehr brachte auch die Einrichtung großer Ring- und Umgehungsstraßen entlang des Rio Tietê im Norden und des Rio Pinheiros im Westen der Stadt mit der völligen Versiegelung der überschwemmungsgefährdeten Uferbereiche keine spürbare Entlastung mehr.
[veraltet]

Rodoanel, neue Ringstraße

Eine Verbesserung der Verkehrssituation soll der Rodoanel bringen. Die Fertigstellung der neuen Ringstraße, die etwa 30 Kilometer vom Zentrum entfernt liegt, war für 2016 geplant. Der Rodoanel wird dann alle Fernverkehrsstraßen miteinander verbinden, um eine Entlastung der inneren Ringstraßen (Marginal Pinheiros und Marginal Tietê) vom Schwerlastfernverkehr zu erreichen. Der erste 32 Kilometer lange Bauabschnitt im Westen São Paulos (Westring) wurde am 11. Oktober 2002 fertiggestellt. Die Einweihung des zweiten 61 Kilometer langen Bauabschnitts im Süden der Stadt (Südring) erfolgte am 1. April 2010, der dritte Abschnitt (Ostring) erfolgte 2015, der Nordring ist noch in der Konstruktion (Stand 2020).
Unter besten Bedingungen dauert die Fahrt mit dem Taxi vom Flughafen São Paulo–Guarulhos zum Stadtzentrum etwa eine Stunde, in der Hauptverkehrszeit kann die Fahrt leicht über zwei Stunden dauern.
1997 wurde der „Wechsel der Kraftfahrzeuge“ (rodízio municipal de veículos de São Paulo) zur Verringerung des Kfz-Aufkommens in den Hauptverkehrszeiten in den zentralen Stadtteilen eingeführt. Zwischen 7 und 10 Uhr sowie zwischen 17 und 20 Uhr an allen Werktagen dürfen alle Kraftfahrzeuge mit zwei bestimmten Endnummern des Kennzeichens nicht das erweiterte Stadtzentrum befahren (montags beispielsweise betrifft dieses Verbot alle Fahrzeuge mit den Endziffern 1 und 2). Dadurch wird das Fahrzeugaufkommen etwas reduziert.
Vermögende Bürger fliegen oft mit dem Hubschrauber, um dem Stau auf den Straßen zu entgehen. 450 Helikopter sind offiziell zugelassen, zahlreiche Hochhäuser besitzen einen Landeplatz. Nach Angaben der Stadtverwaltung liegt São Paulo beim Hubschrauberverkehr weltweit auf Platz zwei.

### Öffentlicher Nahverkehr
Am 24. März 1872 eröffnete die erste Maultier-Straßenbahn. Die erste elektrische Straßenbahn in der Stadt wurde am 17. Februar 1900 in Betrieb genommen. Der Betrieb wurde am 18. September 1968 eingestellt. Am 22. April 1949 wurde der Trolleybusbetrieb eingerichtet. Aus Deutschland wurden in den 1950er Jahren auch 50 Trolleybusse des Typs ÜHIIIs beschafft.
Das Omnibusnetz ist wegen der Größe São Paulos und der Anzahl der Fahrgäste ständig überlastet. Weite Teile der Stadt sind noch nicht ausreichend erschlossen. Die Omnibusse bewegen sich überwiegend auf Vorzugsspuren mit großem zeitlichen Vorteil im Vergleich zum Autoverkehr. Sie sind allerdings in der Hauptverkehrszeit überfüllt.
Insgesamt benutzen pro Tag mehr als drei Millionen Passagiere einen Omnibus und etwa 2,5 Millionen die U-Bahn. 37 % der Bevölkerung fahren mit öffentlichen Verkehrsmitteln. 42 % benutzen einen PKW, um zur Arbeit zu gelangen. Die Busse befördern 73 % der Passagiere des öffentlichen Personennahverkehrs (ÖPNV).
Seit 2023 werden Personen ab 60 Jahren gratis befördert. Seit Dezember 2023 ist die Beförderung in den städtischen Bussen an Sonntagen generell gratis.
Die am 14. September 1974 eröffnete Metrô São Paulo – sechs Linien mit einer Gesamtstreckenlänge von 96 Kilometern – transportiert etwa 22 Prozent, die Vorortbahnen etwa fünf Prozent der Passagiere im ÖPNV. Die Region hat ein umfassendes Programm zur Erweiterung des Angebotes aufgelegt. So sind zwei Linien sowie die Verlängerung der Linie 4 zurzeit in Bau. Die U-Bahn ist technisch auf hervorragendem Stand und gilt als sicher. Teilweise fahren die Züge im Abstand von 100 Sekunden. Damit nimmt die Metro in São Paulo nach Paris und Moskau, wo teilweise im 90 und 95 Sekundenabstand gefahren wird, in diesem technischen Bereich weltweit eine Spitzenstellung ein.
Die CPTM bietet einen der S-Bahn ähnlichen Personennahverkehr auf sechs Linien mit zahlreichen Umsteigemöglichkeiten zur Metrô an. In den kommenden Jahren sollen 160 km Bahnstrecken, die bisher fast ausschließlich für den Güterverkehr benutzt werden, für den S-Bahn-Verkehr eröffnet werden.
2014 soll der erste Abschnitt der neuen Einschienenbahn eröffnet werden. Im Endausbau soll 2015 eine Streckenlänge von 27 km im automatisierten Betrieb befahren werden. 54 Fahrzeuge werden 18 Stationen bedienen.

### Medien

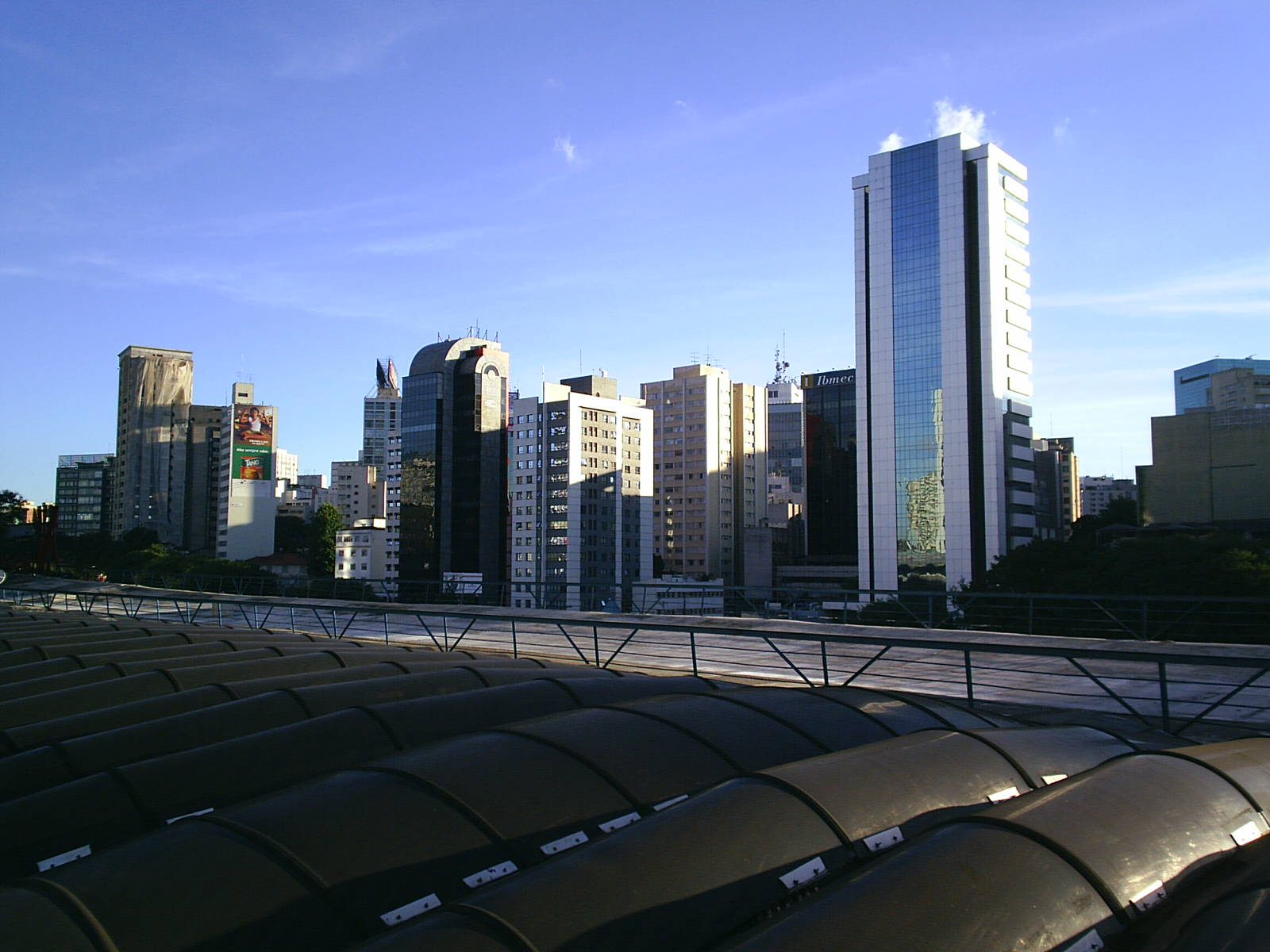
Avenida 23 de Maio

Die Medien in São Paulo und landesweit sind im Besitz einiger weniger Organisationen. Die Konzerne, denen die beiden größten Fernsehsender gehören, O Globo und Manchete, kontrollieren auch einige der bedeutendsten Tageszeitungen und Zeitschriften São Paulos. O Globo, das weltweit viertgrößte private Fernsehunternehmen – nach CBS, NBC und ABC in den USA – gehörte, bis zu seinem Tod am 6. August 2003, dem Dollar-Milliardär Roberto Marinho, einer Person mit großem politischen Einfluss.
90 Prozent der Einwohner São Paulos verfügen über einen Fernseher. Die Fernsehsender orientieren sich am nordamerikanischen Vorbild und bevorzugen überwiegend Unterhaltungssendungen und Spielfilme, die hohe Einschaltquoten und Werbeeinnahmen versprechen. Fernsehgebühren werden nicht erhoben.
Das Kabelfernsehen setzt sich in der Stadt immer weiter durch und enthält alle großen nationalen Fernsehsender (Globo, Record, Bandeirantes, Rede TV, TV Cultura) aber auch die Programme von ESPN (Sportkanal), CNN (Nachrichtensender), RAI (Radiotelevisione Italiana), Deutsche Welle, TV5 Monde (französischsprachiger Fernsehsender), NHK (Nippon Hōsō Kyōkai, „Japanische Rundfunkgesellschaft“), TVE (Televisión Española) und MTV sowie alle wichtigen Rundfunkstationen. Dazu gehören unter anderem Rádio CBN (Central Brasileira de Noticias), Jovem Pan, Radiobrás, Rádio Eldorado, Nove de Julho und Rádio Católica.
Eine große Bedeutung in São Paulo haben auch die Printmedien. Deren Niveau ist verhältnismäßig hoch, da sich die Presse vorwiegend an die oberen und mittleren Einkommensschichten richtet. Zeitungen wie der „O Estado de S. Paulo“, „Folha de São Paulo“ und das „Jornal do Brasil“ sowie die politischen Magazine „Istoé“ und „Veja“ brauchen den internationalen Vergleich nicht zu scheuen. Daneben kann man in der Stadt auch zahllose Zeitschriften, die der Regenbogenpresse zugerechnet werden, kaufen. Brasilien hat natürlich ein großes Boulevardblatt, die Zeitung „O Povo na Rua“ (Das Volk auf der Straße), die vorwiegend von den Menschen der unteren Einkommensschichten São Paulos gelesen wird.
Seit 2007 gilt in São Paulo ein Werbeverbot in der Öffentlichkeit. Bürgermeister Gilberto Kassab verbot fast alle Werbeschilder per Gesetz. Erlaubt sind auf einer Fassade von bis zu zehn Metern Höhe 1,5 Quadratmeter Werbung, auf einer Fläche bis zu 100 Quadratmetern darf sie höchstens vier Quadratmeter ausmachen. Für jeden illegalen Quadratmeter werden umgerechnet 370 Euro Bußgeld fällig. Von dem Verbot sind auch Hinweisschilder auf Geschäfte, Hotels und Restaurants betroffen.

### SOS-Kinderdörfer
In der Nähe von São Paulo befinden sich drei SOS-Kinderdörfer:
- SOS-Kinderdorf Poá (35 Kilometer, 1968 eröffnet)
  - Kapazität: Heim für bis zu 140 Kinder, Einrichtung für bis zu 18 Jugendliche, Ganztagsbetreuung für bis zu 200 Vorschulkinder
- SOS-Kinderdorf São Bernardo do Campo (35 Kilometer, Riacho Grande, 1970 eröffnet)
  - Kapazität: Heim für bis zu 81 Kinder, Einrichtung für bis zu 24 Jugendliche, Ganztagsbetreuung für bis zu 165 Vorschulkinder
- SOS-Kinderdorf Rio Bonito (1980 eröffnet)
  - Kapazität: Heim für bis zu 108 Kinder, Ganztagsbetreuung für bis zu 440 Vorschulkinder, Grundschule

### Bildung

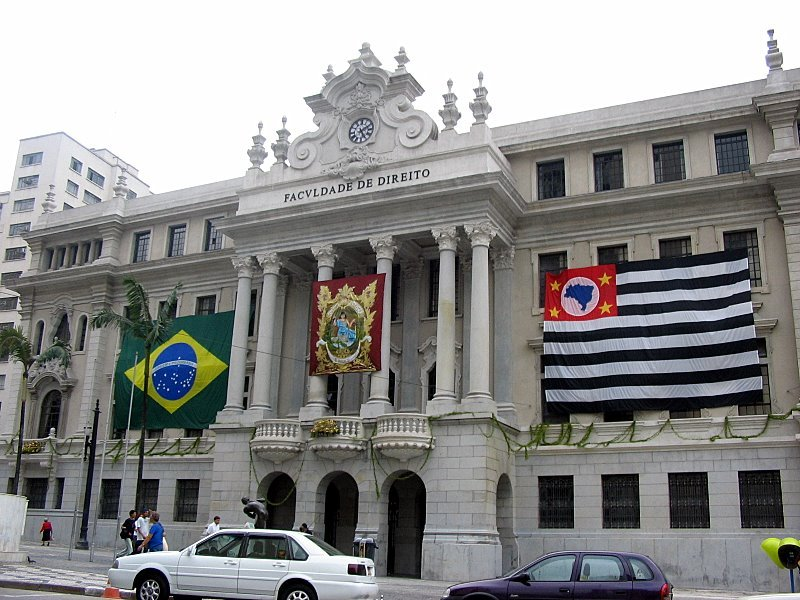
Faculdade de Direito – Universidade de São Paulo

São Paulo beherbergt zahlreiche wichtige Bildungsinstitutionen, darunter auch die 1934 gegründete Universität von São Paulo (Universidade de São Paulo), die größte Universität des Landes, und die zweitgrößte und gleichzeitig beste Universität in Lateinamerika. Außerdem befinden sich dort die renommierte Päpstliche Katholische Universität von São Paulo (Pontifícia Universidade Católica de São Paulo, eröffnet 1946) und die Mackenzie-Universität (eröffnet 1952). Im Stadtteil Butantan ist im Jahre 1901 ein Seruminstitut gegründet worden, das weltweit bekannt ist für seine Schlangenforschung sowie die Herstellung von Impfstoffen und Heilseren. Dem Instituto Butantan sind drei Museen angeschlossen, in denen unter anderem lebende Schlangen zu sehen sind.
Das Schuljahr in São Paulo und ganz Brasilien beginnt Anfang Februar und endet Mitte Dezember. Im ganzen Monat Juli sind Winterferien. Die Grundschulausbildung ist kostenfrei und obligatorisch. Schulpflicht besteht zwischen dem siebenten und fünfzehnten Lebensjahr. Viele der Schüler beenden ihre Ausbildung nicht, da sie schon vorher arbeiten müssen, um sich mit dem erworbenen Geld ihren Lebensunterhalt zu verdienen. So können über zehn Prozent der Erwachsenen in São Paulo weder Lesen noch Schreiben. Durch Abendschulen für die arbeitenden Kinder und Fernkurse über Rundfunk und Fernsehen konnten einige Erfolge in der Alphabetisierung erzielt werden.
Die Bildung wird über öffentliche wie auch über private Institutionen vermittelt. Sie gliedern sich in die Bereiche der Vor- und Grundschule, Sekundarschule (Mittel- und höhere Schule) sowie die Universität (mit der Möglichkeit von Studiengängen für Postgraduierte). Aufgrund der hohen Zahl an Studienplatzbewerbern verlangen öffentliche wie auch private Hochschulen eine Aufnahmeprüfung („Vestibular“). Nach dem erfolgreichen Abschluss des Studiums wird dem Absolventen der akademische Grad eines Bachelor verliehen. Viele Bildungseinrichtungen bieten Kurse vormittags, nachmittags und abends an. Dadurch können die Studierenden entweder halbtags oder ganztags arbeiten. In São Paulo gibt es derzeit mehr als 80 Hochschulen, die vom MEC (Ministerium für Bildung) anerkannt sind.

## Söhne und Töchter der Stadt
São Paulo ist Geburtsort zahlreicher prominenter Persönlichkeiten.